# Saisons amateurs du Stade Malherbe Caen
 (novembre 2024).
- Si vous ne connaissez pas le sujet, laissez ce bandeau (vous pouvez alors contacter les auteurs).
- Si vous supprimez le contenu mis en cause (vous pouvez préalablement contacter les auteurs),

argumentez précisément cette suppression dans la page de discussion
(un manque de référence n'est pas un argument ; une recherche réelle de référence doit avoir été effectuée, être formellement documentée).
 (novembre 2024).
Les saisons amateur du Stade Malherbe Caen sont au nombre de cinquante-sept, depuis la formation du club en 1913 jusqu'à la dernière adoption en date du statut professionnel en 1985.
Le SMC joue des championnats régionaux jusqu'en 1934, date à laquelle il opte pour le statut professionnel. Cette expérience prend fin en 1938 et il rejoue en division amateur. À la sortie de la guerre, le club faire figure de « seigneur du Championnat de France amateur » entre 1948 et 1970. Puis, il intègre les championnats de troisième et deuxième division tout en conservant son statut amateur. C'est seulement en 1985 que le statut professionnel est de nouveau adopté...

## Période 1913-1934

### Saison 1913-1914
Le club prend la place du Club Malherbe caennais dans le championnat de 1re série de Basse-Normandie contre l'AS Trouville-Deauville, le SC Cherbourg, le SC Bernay et l'AS Honfleur. Il remporte ce championnat à la suite d'un match contre l'AS Trouville-Deauville le 11 janvier 1914.
Après avoir remporté ce championnat, le SM Caen participe aux phases finales du championnat de France USFSA en battant l'US Le Mans le 1er février 1914 devant 1 500 spectateurs, l'US Quevilly le 8 février puis le Stade quimpérois le 15 février. Le match suivant l'oppose à l'US Servannaise (3-3 après prolongation), le 22 février 1914 devant 150 spectateurs. Mais l'équipe déclare forfait pour le second match et termine ainsi sa première saison.

#### Championnat de Basse Normandie1resérie
| Date             | Journée | Adversaire             | Lieu | Score             |
| ---------------- | ------- | ---------------------- | ---- | ----------------- |
| 19 octobre 1913  | 1re     | AS Honfleur            | Dom. |                   |
| 26 octobre 1913  | 2e      | SC Cherbourg           | Ext. | 0-5               |
| 16 novembre 1913 | 3e      | SC Bernay              | Dom. |                   |
| 23 novembre 1913 | 4e      | AS Trouville-Deauville | Ext. | 2-4               |
| 7 décembre 1913  | 5e      | AS Honfleur            | Ext. |                   |
| 14 décembre 1913 | 6e      | SC Cherbourgeois       | Dom. | forfait Cherbourg |
| 4 janvier 1914   | 7e      | SC Bernay              | Ext. |                   |
| 11 janvier 1914  | 8e      | AS Trouville-Deauville | Dom. | 5-3               |

#### championnat de France USFSA
| Date             | Journée               | Adversaire       | Lieu | Score           |
| ---------------- | --------------------- | ---------------- | ---- | --------------- |
| 1er février 1914 | 1re tour              | US Le Mans       | Ext. | 6-1             |
| 8 février 1914   | 2e tour               | US Quevilly      | Ext. | 0-4             |
| 15 février 1914  | 3e tour               | Stade quimpérois | Ext. | forfait Quimper |
| 22 février 1914  | 8e de finale          | US Servannaise   | Dom. | 3-3             |
| 1er mars 1914    | 8e de finale (retour) | US Servannaise   |      | forfait Caen    |

### Saison 1917-1918
Après deux ans d'interruption, le club réunit de nouveau une équipe en septembre 1917. Une équipe est présentée le 9 septembre 1917.
L'édition du championnat de Basse Normandie USFSA est remportée par le club. L'équipe ne participe pas à la première édition de la coupe de France. Elle participe par contre à la coupe nationale de l'USFSA et perd contre le HAC - futur vainqueur- le 24 mars 1918.

#### championnat de France USFSA
| Date            | Journée | Adversaire             | Lieu | Score |
| --------------- | ------- | ---------------------- | ---- | ----- |
| 13 janvier 1918 | 1re     | US Dives               | Ext. | 0-5   |
| 20 janvier 1918 | 2e      | AS Caennaise           | Ext. | 3-2   |
| 27 janvier 1918 | 3e      | Sporting-club Lexovien | Ext. |       |
| 3 février 1918  | 4e      | AS Caennaise           | Dom. | 5-0   |
| 10 février 1918 | 5e      | US Dives               | Dom. | 2-0   |
| 20 février 1918 | 6e      | Sporting-club Lexovien | Dom. | 4-0   |

### Saison 1918-1919

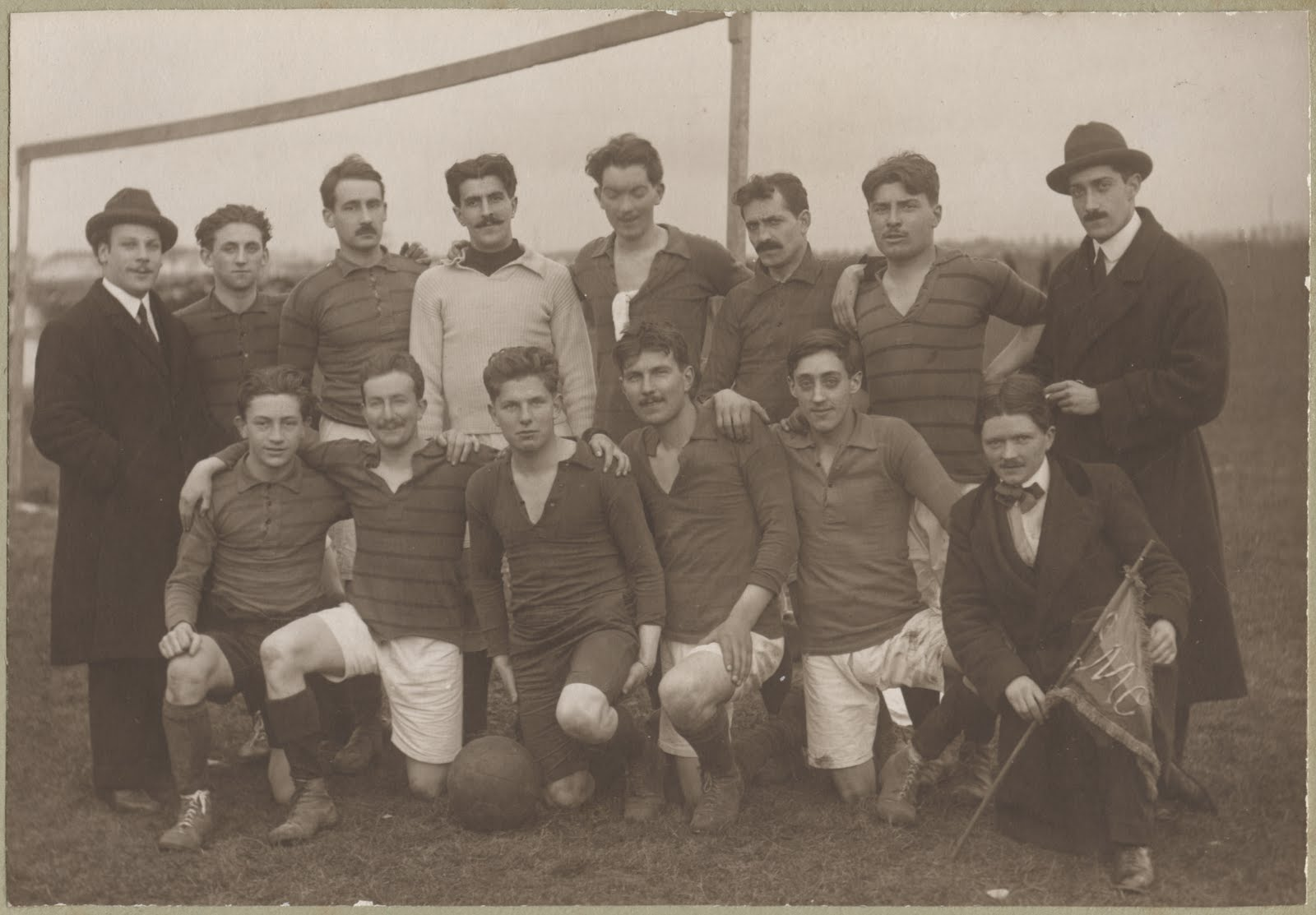
équipe saison 1918/1919

L'équipe première est constituée après un dernier entraînement le dimanche 14 octobre.
Le club joue le championnat de Basse Normandie (groupe A).
Le championnat se joue contre la S.P.M Cherbourg et le stade Saint-Lois. Le club termine premier du groupe.
Les phases finales du championnat se déroulent à partir le 12 janvier 1919 et en demi-finale, le SMC bat la Société de gymnastique de Caen (SG Caen) par 5 buts à 4. Mais il perd le match retour 1-0 le 19 janvier. Le match d'appui a le 26 janvier et il est perdu par le club 3 à 1. Malgré cette défaite, c'est le club qui est désigné pour jouer la coupe de l'union à la place de la SG de Caen car cette dernière a fait jouer deux joueurs non qualifiés lors de la confrontation le 19 janvier. Finalement, c'est l'équipe de la SPM de Cherbourg qui représente la Basse-Normandie lors de cette épreuve.

#### championnat de France USFSA
| Date             | Journée | Adversaire   | Lieu | Score |
| ---------------- | ------- | ------------ | ---- | ----- |
| 24 novembre 1918 | 1re     | SPM Chebourg | Dom. | 4-3   |

### Saison 1919-1920
En 1919, le championnat de France USFSA disparaît, au profit des championnats régionaux. La ligue de Normandie organise le championnat de division d'Honneur de Basse-Normandie. Le club remporte la première édition. En finale du championnat de Normandie, le club perd contre Le Havre AC 2-1.

#### Championnat du district de Basse-Normandie
| Date             | Journée | Adversaire             | Lieu | Score |
| ---------------- | ------- | ---------------------- | ---- | ----- |
| 12 octobre 1919  | 1re     | Stade Saint-Lois       | Ext. | 1-5   |
| 19 octobre 1919  | 2e      | SG Caen                | Dom. | 3-1   |
| 16 novembre 1919 | 3e      | CA Lisieux             | Ext. |       |
| 23 novembre 1919 | 4e      | AS Trouville-Deauville | Dom. | 3-1   |
| 30 novembre 1919 | 5e      | Coutances              | Ext. | 2-4   |
| 14 décembre 1919 | 6e      | SC Virois              | Ext. |       |
| 21 décembre 1919 | 7e      | Stade Saint-Lois       | Dom. | 7-2   |
| 18 janvier 1920  | 8e      | SG Caen                | Ext. | 2-1   |
| 25 janvier 1920  | 9e      | CA Lisieux             | Dom. | 11-0  |
| 8 février 1920   | 10e     | AS Trouville-Deauville | Ext. |       |
|                  | 11e     | Coutances              | Dom. |       |
|                  | 12e     | SC Virois              | Dom. |       |

#### Coupe de France
| Date            | Tour    | Adversaire       | Lieu | Score |
| --------------- | ------- | ---------------- | ---- | ----- |
| 2 novembre 1919 | 2e tour | Stade Saint-Lois | Dom. | 5-2   |
| 9 novembre 1919 | 3e tour | SG Caen          | Dom. | 1-2   |

### Saison 1920-1921
Le club remporte le championnat de Basse-Normandie après avoir terminé invaincue.
En finale du championnat de Normandie, l'équipe s'incline contre le FC Rouen 2-0 le 3 avril 1921.

#### Championnat du district de Basse-Normandie
| Date             | Journée | Adversaire             | Lieu | Score |
| ---------------- | ------- | ---------------------- | ---- | ----- |
| 10 octobre 1920  | 1re     | SG Caen                | Dom. | 2-0   |
| 17 octobre 1920  | 2e      | AS Cherbourg-Stella    | Ext. | 1-3   |
| 24 octobre 1920  | 3e      | CA Lisieux             | Dom. | 3-1   |
| 14 novembre 1920 | 4e      | Stade Saint-Lois       | Ext. | 0-1   |
| 6 février 1921   | 5e      | AS Trouville-Deauville | Dom. |       |
| 9 janvier 1921   | 6e      | SG Caen                | Ext. |       |
| 16 janvier 1921  | 7e      | AS Cherbourg-Stella    | Dom. |       |
| 23 janvier 1921  | 8e      | CA Lisieux             | Ext. |       |
| 18 février 1921  | 9e      | Stade Saint-Lois       | Dom. |       |
| 13 mars 1921     | 10e     | AS Trouville-Deauville | Ext. | 2-3   |

#### Coupe de France
| Date           | Tour | Adversaire          | Lieu | Score |
| -------------- | ---- | ------------------- | ---- | ----- |
| 3 octobre 1920 | 2e   | AS Cherbourg-Stella | Ext. | 4-2   |

### Saison 1921-1922
Le club remporte le championnat de 1re série de Basse-Normandie groupe B. Le club bat l'AS Cherbourg Stella en finale du championnat de Basse-Normandie le 19 mars 1922. En demi-finale du championnat de Normandie, le club bat l'US Louviers 2-1. En finale du championnat de Normandie, le club perd contre le FC Rouen 3-0.

#### Championnat du district de Basse-Normandie
| Date             | Journée | Adversaire             | Lieu | Score |
| ---------------- | ------- | ---------------------- | ---- | ----- |
| 2 novembre 1921  |         | CS Honfleur            | Ext. | 2-0   |
| 27 novembre 1921 |         | AS Trouville-Deauville | Dom. |       |
| 18 décembre 1921 |         | CA Lisieux             | Dom. | 2-2   |

#### Coupe de France
| Date            | Tour          | Adversaire            | Lieu | Score |
| --------------- | ------------- | --------------------- | ---- | ----- |
| octobre 1921    | 2e            | Chantiers navals Caen | Dom  | 7-1   |
| 6 novembre 1921 | 3e            | PL Equeurdreville     | Dom. | 1-0   |
| 4 décembre 1921 | 32e de finale | CA Paris              | Ext. | 4-1   |

### Saison 1922-1923
Le club joue dans le groupe B du championnat de division d'honneur de Basse-Normandie aux côtés du CA Lisieux, l'AS Trouville-Deauville, l'AS Flers et le Club-Sportif Honfleurais et termine premier de son groupe. Le club joue ensuite en finale contre l'US Équeurdreville les 4 (victoire 2-0) et 11 mars (victoire 3-0) et gagne le championnat.
La finale du championnat de Normandie se déroule à Caen le 29 avril. Le champion de Haute-Normandie, le Havre AC remporte le match 1-0.

#### Championnat de Basse-Normandie groupe B
| Date             | Journée | Adversaire               | Lieu | Score |
| ---------------- | ------- | ------------------------ | ---- | ----- |
| 15 octobre 1922  | 1re     | AS Flers                 | Ext. | 1-5   |
| 29 octobre 1922  | 2e      | CA Lisieux               | Ext. | 1-2   |
| 12 novembre 1922 | 3e      | Club-Sportif Honfleurais | Dom. |       |
| 19 novembre 1922 | 4e      | AS Trouville-Deauville   | Ext. | 1-1   |
| 10 décembre 1922 | 5e      | AS Flers                 | Dom. | 4-0   |
| 14 janvier 1923  | 6e      | CA Lisieux               | Dom. | 6-1   |
| 28 janvier 1923  | 7e      | Club-Sportif Honfleurais | Ext. |       |
| 18 février 1923  | 8e      | AS Trouville-Deauville   | Dom. |       |

#### Coupe de France
| Date            | Tour          | Adversaire          | Lieu | Score |
| --------------- | ------------- | ------------------- | ---- | ----- |
| octobre 1922    | 2e            | SC Français         | Dom. | 8-0   |
| 5 novembre 1922 | 3e            | Stella de Cherbourg | Dom. | 4-2   |
| 3 décembre 1922 | 32e de finale | Olympique de Paris  | Dom. | 2-3   |

### Saison 1923-1924
Le club participe au championnat de Basse-Normandie groupe A.

#### Championnat de Basse-Normandie groupe A
| Date              | Journée | Adversaire        | Lieu | Score |
| ----------------- | ------- | ----------------- | ---- | ----- |
| 30 septembre 1923 | 1re     | US Équeurdreville | Ext. | 3-0   |
| 9 décembre 1923   | 2e      | Stade saint-lois  | Dom. | 7-0   |
| 21 octobre 1923   | 3e      | Stella Cherbourg  | Ext. | 0-1   |
| 18 novembre 1923  | 4e      | SAL Octeville     | Dom. |       |
| 9 décembre 1923   | 5e      | CS Coutances      | Dom. | 8-0   |
| 23 décembre 1923  | 6e      | US Équeurdreville | Dom. | 1-4   |
| 6 janvier 1924    | 7e      | Stade saint-lois  | Ext. | 3-1   |
| 20 janvier 1924   | 8e      | Stella Cherbourg  | Dom. | 3-2   |
| 3 février 1924    | 9e      | SAL Octeville     | Ext. | 0-2   |
| 10 février 1924   | 10e     | CS Coutances      | Ext. | 0-5   |

#### Coupe de France
| Date             | Tour    | Adversaire           | Lieu | Score |
| ---------------- | ------- | -------------------- | ---- | ----- |
| 25 octobre 1923  | 3e tour | AS cheminots rennais | Dom. | 2-2   |
| 2 décembre 1923  | 3e tour | AS Cheminots rennais | Dom. | 4-2   |
| 26 décembre 1923 | 4e tour | CASG Paris           | Dom. | 2-3   |

### Saison 1924-1925
Le club termine deuxième du groupe A derrière l'US Équeurdreville. En phase finale du championnat de Basse-Normandie, le club affronte l'US Équeurdreville, le Stade Saint-lois et le SCU Vire (qui déclare finalement forfait) et termine champion. Le club doit ensuite rencontrer le champion de Haute-Normandie, le FC Rouen. Mais dans un premier temps, celui-ci refuse de jouer la finale invoquant la chaleur pour une rencontre prévue le 21 juin!

#### Championnat de Basse-Normandie groupe A
| Date             | Journée | Adversaire        | Lieu | Score         |
| ---------------- | ------- | ----------------- | ---- | ------------- |
| 5 octobre 1924   | 1re     | SAL Octeville     | Dom. | 5-1           |
| 19 octobre 1924  | 2e      | GS Cherbourg      | Ext. | 1-1           |
| 26 octobre 1924  | 3e      | FC Valognes       | Dom. | 5-2           |
| 16 novembre 1924 | 4e      | US Équeurdreville | Dom. | 1-1           |
| 30 novembre 1924 | 5e      | Stella Cherbourg  | Dom. | 2-1           |
| 14 décembre 1924 | 6e      | SAL Octeville     | Ext. | 4-5           |
| 21 décembre 1924 | 7e      | GS Cherbourg      | Dom. | victoire Caen |
| 1er février 1925 | 8e      | FC Valognes       | Ext. | 0-4           |
| 25 janvier 1925  | 9e      | US Équeurdreville | Ext. | 2-2           |
| 8 février 1925   | 10e     | Stella Cherbourg  | Ext. | 0-1           |

#### Coupe de France
| Date             | Tour | Adversaire               | Lieu | Score |
| ---------------- | ---- | ------------------------ | ---- | ----- |
| 9 novembre 1924  | 2e   | La Valognaise            | Dom. | 7-0   |
| 23 novembre 1924 | 3e   | Stade Olympique de l'Est | Ext. | 4-0   |

### Saison 1925-1926
Le championnat est modifié après une assemblée générale du district de Basse Normandie à Saint-Lô le 24 mai afin de préparer la saison 1926-1927. Les 4 finalistes du championnat 1925-1926 plus les deux vainqueurs de la poule des 3e et 4e de chaque groupe rejoignent la division d'honneur.
Le club est engagé dans le groupe B aux côtés de l'Olympique Caennais, le Stade Granvillais, le Sporting Club Universitaire de Vire et le Stade Athlétic de Flers et termine premier de son groupe. En phase finale du championnat de Basse-Normandie, le club est opposé à l'Olympique Bas-Normand, la Stella de Cherbourg et le Stade Granvillais. La Stella remporte le championnat devant le SM Caen.

#### Championnat de Basse-Normandie groupe B
| Date             | Journée | Adversaire              | Lieu | Score |
| ---------------- | ------- | ----------------------- | ---- | ----- |
| 18 octobre 1925  | 1re     | SCU Vire                | Ext. | 3-2   |
| 25 octobre 1925  | 2e      | Olympique Caennais      | Ext. | 2-2   |
| 15 novembre 1925 | 3e      | Stade Athlétic de Flers | Ext. | 3-4   |
| 29 novembre 1925 | 4e      | Stade Granvillais       | Dom. | 4-0   |
| 20 décembre 1925 | 5e      | SCU Vire                | Dom. | 3-0   |
| 27 décembre 1926 | 6e      | Olympique Caennais      | Dom. | 5-1   |
| 10 janvier 1926  | 7e      | Stade Athlétic de Flers | Dom. |       |
| 24 janvier 1926  | 8e      | Stade Granvillais       | Ext. | 5-4   |

#### Coupe de France
| Date             | Tour | Adversaire                             | Lieu | Score |
| ---------------- | ---- | -------------------------------------- | ---- | ----- |
| 11 octobre 1925  | 1er  | Union Sportive du Travail de Cherbourg | Ext. | 1-2   |
| 8 novembre 1925  | 2e   | Patronage d'Octeville                  | Dom. | 8-1   |
| 22 novembre 1925 | 3e   | ES Juvisy                              | Ext. | 1-0   |

### Saison 1926-1927
Le club dispute le championnat de première division de Basse-Normandie aux côtés de la Stella de Cherbourg, l'Olympique Bas-Normand, l'Olympique Caennais, le PL Octeville et le Stade Granvillais. Le club qui termine premier du groupe est sacré champion de Basse-Normandie.
Le championnat se termine par la victoire de Stella de Cherbourg qui termine premier, secondé par le SMC. Mais un match entre la Stella de Cherbourg et l'Olympique Caennais pose problème à cause de l'arbitrage. Le district de Basse-Normandie casse alors le résultat du match gagné par les caennais. L'Olympique Caennais décide de faire appel de cette décision auprès de la ligue de Normandie. Cette dernière donne gain de cause au club caennais. Mais la Stella fait appel devant la commission des statuts et règlements de la fédération. Le SM Caen est finalement déclaré champion par la ligue de Normandie et participe à la phase finale du championnat de Normandie avec le CS Honfleur (champion de Normandie centrale) et le FC Rouen (champion de Haute-Normandie). Le club termine dernier de cette poule finale.

#### Championnat de Basse-Normandie1redivisiongroupe A
| Date              | Journée | Adversaire            | Lieu | Score |
| ----------------- | ------- | --------------------- | ---- | ----- |
| 26 septembre 1926 | 1re     | PL Octeville          | Ext. | 3-0   |
| 10 octobre 1926   | 2e      | Olympique Bas-Normand | Dom. | 5-0   |
| 17 octobre 1926   | 3e      | Stade Granvillais     | Ext. | 0-2   |
| 31 octobre 1926   | 4e      | Olympique Caennais    | Dom. | 6-1   |
| 14 novembre 1926  | 5e      | Stella de Cherbourg   | Ext. | 0-0   |
| 28 novembre 1926  | 6e      | PL Octeville          | Dom. | 9-0   |
| 12 décembre 1926  | 7e      | Olympique Bas-Normand | Ext. | 3-0   |
| 19 décembre 1926  | 8e      | Stade Granvillais     | Dom. |       |
| 16 janvier 1927   | 9e      | Olympique Caennais    | Ext. |       |
| 30 janvier 1927   | 10e     | Stella de Cherbourg   | Dom. |       |

Phase finale de championnat
| Date         | Journée | Adversaire  | Lieu | Score |
| ------------ | ------- | ----------- | ---- | ----- |
| 20 mars 1927 | 1re     | CS Honfleur | Dom. | 2-2   |
| 27 mars 1927 | 2e      | FC Rouen    | Ext. | 7-0   |

#### Coupe de France
| Date            | Tour | Adversaire       | Lieu | Score |
| --------------- | ---- | ---------------- | ---- | ----- |
| 24 octobre 1926 | 3e   | US Stéphanoise   | Dom. | 6-1   |
| 7 novembre 1926 | 4e   | Stade quimpérois | Ext. | 2-0   |

### Saison 1927-1928
La ligue de Normandie modifie le fonctionnement des championnats en créant une division d'honneur de Normandie. Le club est intégré dans le groupe B. Il joue aux côtés de la Stella Cherbourg, l'Olympique Bas-Normand, l'Olympique Caennais, le Stade Granvillais. Mais le Stade Granvillais déclaire forfait dès la deuxième journée.
Le club ne perd qu'un match contre son rival de la Stella Cherbourg mais termine champion de Basse-Normandie. En phase finale, le SM Caen est défait 3-2 par le stade Havrais (champion de Haute-Normandie) le 30 janvier.

#### Championnat de division d'honneur de Normandie groupe B
| Date              | Journée | Adversaire            | Lieu | Score   |
| ----------------- | ------- | --------------------- | ---- | ------- |
| 25 septembre 1927 | 1re     | Olympique Bas-Normand | Dom. | 8-2     |
| 2 octobre 1927    | 2e      | Stade Granvillais     | Ext. | forfait |
| 9 octobre 1927    | 3e      | Olympique Caennais    | Ext. |         |
| 23 octobre 1927   | 4e      | Stella de Cherbourg   | Dom. | 4-0     |
| 13 novembre 1927  | 5e      | Olympique Bas-Normand | Ext. | 0-1     |
| 20 novembre 1927  | 6e      | Stade Granvillais     | Dom. | forfait |
| 11 décembre 1927  | 7e      | Olympique Caennais    | Dom. | 5-2     |
| 15 janvier 1928   | 8e      | Stella de Cherbourg   | Ext. | 7-0     |

#### Coupe de France
| Date            | Tour | Adversaire | Lieu | Score |
| --------------- | ---- | ---------- | ---- | ----- |
| 6 novembre 1927 | 4e   | CA 14e     | Dom. | 1-4   |

### Saison 1928-1929
Le club participe au championnat de Normandie en division d'honneur groupe Ouest aux côtés de la Stella de Cherbourg, l'Olympique Bas-Normand, l'Olympique Caennais et du promu le Sporting-Club Universitaire de Vire.
Le club et la Stella de Cherbourg sont les deux favoris, la rivalité est grande entre les deux équipes. Cette rivalité débouche sur des incidents lors de la rencontre le 16 décembre au stade de Venoix. Des spectateurs caennais prennent à partie verbalement l'arbitre qui est accusé de favoriser l'équipe cherbourgeoise. A la mi-temps, un spectateur donne un coup à l'arbitre derrière l'oreille pendant que d'autres crient « à mort ! ». Pour ces incidents, le stade de Venoix est suspendu 15 jours.
Le club termine deuxième du championnat derrière la Stella de Cherbourg. Cette deuxième place permet au club de jouer les poules de classement afin de participer, pour la saison 1929-1930, au nouveau championnat de Normandie qui regroupe les clubs haut et bas-normands. Mais le club termine dernier de la poule et doit donc se contenter de jouer en championnat de Basse-Normandie, 1re série pour la saison suivante.

#### Championnat de division d'honneur de Normandie groupe Ouest
| Date              | Journée | Adversaire            | Lieu | Score |
| ----------------- | ------- | --------------------- | ---- | ----- |
| 30 septembre 1928 | 1re     | Olympique Bas-Normand | Ext. | 0-5   |
| 14 octobre 1928   | 2e      | Olympique Caennais    | Dom. | 6-1   |
| 9 octobre 1928    | 3e      | Stella de Cherbourg   | Ext. | 3-2   |
| 18 novembre 1928  | 4e      | SCU Vire              | Dom. | 5-4   |
| 25 novembre 1928  | 5e      | Olympique Bas-Normand | Dom. | 4-4   |
| 9 décembre 1928   | 6e      | Olympique Caennais    | Ext. | 1-8   |
| 16 décembre 1928  | 7e      | Stella de Cherbourg   | Dom. | 2-2   |
| 27 janvier 1929   | 8e      | SCU Vire              | Ext. | 3-2   |

#### Poule de classement championnat de Normandie
| Date         | Journée | Adversaire                 | Lieu | Score |
| ------------ | ------- | -------------------------- | ---- | ----- |
| 17 mars 1929 | 1re     | CA Saint-Aubin             | Dom. | 0-1   |
| 7 avril 1929 | 2e      | Racing-Club de Rouen       | Ext. | 3-3   |
| 12 mai 1929  | 3e      | U. S. Tréfileries du Havre | Dom. | 6-1   |

#### Coupe de France
| Date            | Tour | Adversaire           | Lieu | Score |
| --------------- | ---- | -------------------- | ---- | ----- |
| 4 novembre 1928 | 4e   | US Stéphanoise       | Ext. | 0-5   |
| 2 décembre 1928 | 5e   | AF Garennes-Colombes | Dom. | 2-4   |

### Saison 1929-1930
Le club est engagé en première division du championnat de Basse-Normandie aux côtés de l'Olympique Bas-Normand, l'Olympique Caennais, le Sporting-Club Universitaire de Vire et l'Union Sportive du Travail de Cherbourg.
Il termine largement premier du championnat avec une seule défaite et joue les phases finales du championnat de Normandie afin de pouvoir jouer les barrages pour monter en division d'honneur. Le club est opposé au CS Honfleur (champion de Normandie-centrale) et l'Union Sportive Saint-Thomas d'Aquin (champion de Haute-Normandie). Le club sort vainqueur de cette phase finale et peut ainsi disputer le barrage contre le Racing-Club de Rouen. Au terme de la double confrontation, le club sort vainqueur, ce qui lui permet d'accéder au championnat de division d'honneur de Normandie pour la saison suivante.

#### Championnat de Basse-Normandie1redivision
| Date              | Journée | Adversaire            | Lieu | Score |
| ----------------- | ------- | --------------------- | ---- | ----- |
| 13 octobre 1929   | 1re     | UST Cherbourg         | Ext. | 1-5   |
| 10 novembre 1929  | 2e      | Olympique Bas-Normand | Dom. | 2-0   |
| 24 novembre 1929  | 3e      | SCU Vire              | Ext. | 0-6   |
| 1er décembre 1929 | 4e      | Olympique Caennais    | Ext. | 1-5   |
| 29 décembre 1929  | 5e      | UST Cherbourg         | Dom. | 11-0  |
| 19 janvier 1930   | 6e      | Olympique Bas-Normand | Ext. | 3-2   |
| 9 février 1930    | 7e      | SCU Vire              | Dom. | 4-0   |
| 16 janvier 1930   | 10e     | Olympique Caennais    | Dom. | 8-0   |

#### Coupe de France
| Date            | Tour | Adversaire          | Lieu | Score |
| --------------- | ---- | ------------------- | ---- | ----- |
| 27 octobre 1929 | 3e   | Cosmo-club de Paris | Dom. | 2-3   |

### Saison 1930-1931
Le club accède pour la première fois à la division d'honneur de Normandie créée un an auparavant. Il se retrouve aux côtés de l'élite des clubs normands : le FC Rouen, le Havre AC, le stade Havrais, la Stella de Cherbourg, l'US Quevilly, le FC Dieppe et le CA Saint-Aubin. Dans la première partie du championnat, l'équipe ne remporte qu'un seul match et encaisse 26 buts et n'en marque que 7 ! L'équipe ne peut inverser la tendance malgré une fin de championnat où elle arrive à arracher deux victoires et deux matchs nul. Elle termine dernière du championnat avec 47 buts encaissés.
Pour pouvoir continuer en division d'honneur, le club est obligé de disputer les barrages contre le CS Honfleur. Le club s'en sort lors de la double confrontation et reste en division d'honneur.

#### Championnat de division d'honneur de Normandie
| Date              | Journée | Adversaire          | Lieu | Score |
| ----------------- | ------- | ------------------- | ---- | ----- |
| 21 septembre 1930 | 1re     | Havre AC            | Ext. | 5-0   |
| 28 septembre 1930 | 2e      | Stella de Cherbourg | Dom. | 2-1   |
| 5 octobre 1930    | 3e      | FC Rouen            | Dom. | 0-6   |
| 19 octobre 1930   | 4e      | FC Dieppe           | Ext. | 3-0   |
| 26 octobre 1930   | 5e      | US Quevilly         | Dom. | 0-1   |
| 16 novembre 1930  | 6e      | stade Havrais       | Ext. | 6-2   |
| 23 novembre 1930  | 7e      | CA Saint-Aubin      | Dom. | 3-4   |
| 14 décembre 1930  | 8e      | Havre AC            | Dom. | 2-2   |
| 4 janvier 1931    | 9e      | Stella de Cherbourg | Ext. | 3-1   |
| 8 février 1931    | 10e     | FC Rouen            | Ext. | 11-1  |
| 1er février 1931  | 11e     | FC Dieppe           | Dom. | 2-1   |
| 22 février 1931   | 12e     | US Quevilly         | Ext. | 2-2   |
| 1er mars 1931     | 13e     | stade Havrais       | Dom. | 1-0   |
| 22 mars 1931      | 14e     | CA Saint-Aubin      | Ext. | 2-2   |

#### Coupe de France
| Date             | Tour | Adversaire | Lieu | Score |
| ---------------- | ---- | ---------- | ---- | ----- |
| 9 novembre 1930  | 3e   | US d'Ezy   | Dom. | 4-1   |
| 30 novembre 1930 | 4e   | SC Choisy  | Ext. | 2-0   |

#### Coupe de Normandie
| Date          | Tour         | Adversaire    | Lieu | Score |
| ------------- | ------------ | ------------- | ---- | ----- |
| 12 avril 1931 | 8e de finale | CS Honfleur   | Ext. | 1-2   |
| 10 mai 1931   | demi-finale  | stade Havrais | Ext. | 5-1   |

### Saison 1931-1932
Le club jour pour la deuxième fois en division d'honneur du championnat de Normandie. Le groupe est inchangé et est composé du FC Rouen, du Havre AC, du stade Havrais, de la Stella de Cherbourg, de l'US Quevilly, du FC Dieppe et du CA Saint-Aubin.
Après trois défaites, le club remporte sa première victoire contre le stade Havrais, ce qui lui permet de quitter provisoirement la dernière place du classement. Après cette victoire, le club en engrange une deuxième contre la Stella de Cherbourg et poursuit son redressement. Mais une défaite à domicile contre la lanterne rouge - le CA Saint-Aubin - remet tout en cause. Le club enchaine ensuite plusieurs défaites mais signe une belle victoire à l'extérieur contre un concurrent direct au maintien - le stade Havrais. Une nouvelle victoire à l'extérieur contre la Stella de Cherbourg assure au club de ne pas finir dernier du classement. Il termine à la 6e place sur 8.

#### Championnat de division d'honneur de Normandie
| Date              | Journée | Adversaire          | Lieu | Score |
| ----------------- | ------- | ------------------- | ---- | ----- |
| 20 septembre 1931 | 1re     | FC Rouen            | Ext. | 13-0  |
| 27 septembre 1931 | 2e      | Havre AC            | Dom. | 2-3   |
| 11 octobre 1931   | 3e      | FC Dieppe           | Ext. | 2-1   |
| 20 octobre 1931   | 4e      | stade Havrais       | Dom. | 2-1   |
| 8 novembre 1931   | 5e      | US Quevilly         | Ext. | 3-1   |
| 15 novembre 1931  | 6e      | Stella de Cherbourg | Dom. | 2-1   |
| 6 décembre 1931   | 7e      | CA Saint-Aubin      | Dom. | 0-1   |
| 13 décembre 1931  | 8e      | FC Rouen            | Dom. | 0-3   |
| 17 janvier 1932   | 9e      | Havre AC            | Ext. | 5-2   |
| 24 janvier 1932   | 10e     | FC Dieppe           | Dom. | 2-4   |
| 31 janvier 1932   | 11e     | stade Havrais       | Ext. | 1-3   |
| 21 février 1932   | 12e     | US Quevilly         | Dom. | 2-2   |
| 28 février 1932   | 13e     | Stella de Cherbourg | Ext. | 0-1   |
| 13 mars 1932      | 14e     | CA Saint-Aubin      | Dom. | 1-4   |

#### Coupe de France
| Date             | Tour | Adversaire                       | Lieu | Score |
| ---------------- | ---- | -------------------------------- | ---- | ----- |
| 26 octobre 1931  | 3e   | Sporting-Club de Bernay          | Ext. | 1-4   |
| 22 novembre 1931 | 4e   | Union Sportive et Amicale Clichy | Dom. | 0-4   |

### Saison 1932-1933
Le club évolue en division d'honneur du championnat de Normandie avec les mêmes équipes que la saison précédente. Le championnat débute par 4 défaites d'affilée. Puis le club arrive à faire match nul contre l'US Quevilly puis enchaîne 3 victoires à domicile pour terminer la phaser aller. La phase retour débute par 2 défaites cinglantes puis le club gagne pour une première fois à l'extérieur contre le FC Dieppe. Avant la dernière journée, le club occupe la 6e place et il lui faut un nul pour être sûr de ne pas terminer barragiste. Le championnat se termine par une large victoire contre le CA Saint-Aubin 3-0.
Le club termine à la 5e place sur 8.

#### Championnat de division d'honneur de Normandie
| Date              | Journée | Adversaire          | Lieu | Score |
| ----------------- | ------- | ------------------- | ---- | ----- |
| 18 septembre 1932 | 1re     | Havre AC            | Dom. | 0-3   |
| 25 septembre 1932 | 2e      | FC Rouen            | Ext. | 5-1   |
| 2 octobre 1932    | 3e      | FC Dieppe           | Dom. | 1-2   |
| 16 octobre 1932   | 4e      | stade Havrais       | Ext. | 2-0   |
| 23 octobre 1932   | 5e      | US Quevilly         | Dom. | 2-2   |
| 6 novembre 1932   | 6e      | Stella de Cherbourg | Dom. | 3-1   |
| 20 novembre 1932  | 7e      | CA Saint-Aubin      | Ext. | 1-4   |
| 11 décembre 1932  | 8e      | Havre AC            | Ext. | 1-0   |
| 15 janvier 1933   | 9e      | FC Rouen            | Dom. | 1-8   |
| 5 mars 1933       | 10e     | FC Dieppe           | Ext. | 1-2   |
| 29 janvier 1933   | 11e     | stade Havrais       | Dom. | 3-0   |
| 19 février 1933   | 12e     | US Quevilly         | Ext. | 4-1   |
| 12 mars 1933      | 13e     | Stella de Cherbourg | Ext. | 1-0   |
| 19 mars 1933      | 14e     | CA Saint-Aubin      | Dom. | 3-0   |

#### Coupe de France
| Date            | Tour | Adversaire | Lieu | Score |
| --------------- | ---- | ---------- | ---- | ----- |
| 30 octobre 1932 | 3e   | CA Vitry   | Dom. | 2-3   |

### Saison 1933-1934
Le championnat de division d'honneur de Normandie est chamboulé pour cette saison avec la disparition du Havre AC et du FC Rouen qui ont décidé de passer professionnel. Le club se retrouve face au stade Havrais, à l'US Quevilly, au CA Saint-Aubin Espérance, à l'Olympique Bas-Normand, à la Stella de Cherbourg et le CS Honfleur.
À l'issue des matchs aller, le club n'a remporté qu'une seule victoire. Le club termine à la 6e place.

#### Championnat de division d'honneur de Normandie
| Date              | Journée | Adversaire            | Lieu | Score |
| ----------------- | ------- | --------------------- | ---- | ----- |
| 10 septembre 1933 | 1re     | stade Havrais         | Ext. | 5-1   |
| 17 septembre 1933 | 2e      | FC Dieppe             | Dom. | 3-1   |
| 24 septembre 1933 | 3e      | Olympique Bas-Normand | Ext. | 3-3   |
| 1er octobre 1933  | 4e      | CS Honfleur           | Ext. | 4-2   |
| 15 octobre 1933   | 5e      | US Quevilly           | Dom. | 3-5   |
| 22 octobre 1933   | 6e      | CA Saint-Aubin        | Ext. | 3-2   |
| 5 novembre 1933   | 7e      | Stella de Cherbourg   | Ext. | 2-2   |
| 26 novembre 1933  | 8e      | FC Dieppe             | Ext. |       |
| 3 décembre 1933   | 9e      | CA Saint-Aubin        | Dom. |       |
| 17 décembre 1933  | 10e     | Olympique Bas-Normand | Dom. | 7-1   |
| 14 janvier 1934   | 11e     | Stella de Cherbourg   | Dom. | 6-1   |
| 28 janvier 1934   | 12e     | CS Honfleur           | Dom. | 6-1   |
| 11 février 1934   | 13e     | stade Havrais         | Dom. | 3-3   |
| 25 février 1934   | 14e     | US Quevilly           | Ext. | 5-2   |

#### Coupe de France
| Date             | Tour | Adversaire        | Lieu | Score |
| ---------------- | ---- | ----------------- | ---- | ----- |
| 29 octobre 1933  | 3e   | Racing-club Rouen | Dom. | 4-2   |
| 19 novembre 1933 | 4e   | Stade Français    | Dom. | 2-3   |

## Période 1938-1948

### Saison 1938-1939
Après la dissolution de la section professionnelle le 12 juillet 1938, la section football continue d'exister sous la forme amateure. L'équipe première est engagée dans le championnat d'honneur de la ligue de Normandie aux côtés du stade Havrais, du CA Lisieux, de l'AS Cherbourg Stella, l'équipe amateure du HAC, l'US Fécamp, l'US Quevilly (précédent champion), le CA Saint-Aubinois, l'US Normande et l'Olympique Bas-Normand.
L'équipe remporte ce championnat en terminant invaincu sur les matchs retours avec au total 13 victoires, 2 matchs nuls et 3 défaites, 48 buts marqués, 26 encaissés.
En coupe de France, l'équipe perd en 32e de finale contre le stade rennais.

#### Championnat d'honneur de Normandie
| Date              | Journée | Adversaire            | Lieu | Score |
| ----------------- | ------- | --------------------- | ---- | ----- |
| 18 septembre 1938 | 1re     | US Quevilly           | Ext. | 8-2   |
| 25 septembre 1938 | 2e      | Olympique Bas-Normand | Dom. | 3-2   |
| 15 janvier 1939   | 3e      | CA Lisieux            | Dom. | 4-0   |
| 16 octobre 1938   | 4e      | stade Havrais         | Ext. | 1-3   |
| 30 octobre 1938   | 5e      | US Normande           | Ext. | 1-1   |
| 20 novembre 1938  | 6e      | HAC amateur           | Dom. | 3-2   |
| 6 novembre 1938   | 7e      | US Fécamp             | Ext. | 4-0   |
| 5 mars 1939       | 8e      | CA Saint-Aubinois     | Ext. | 0-2   |
| 11 décembre 1938  | 9e      | AS Cherbourg          | Ext. | 2-1   |
| 8 janvier 1939    | 10e     | US Fécamp             | Dom. | 1-1   |
| 22 janvier 1939   | 11e     | CA Saint-Aubinois     | Dom. | 2-1   |
| 29 janvier 1939   | 12e     | AS Cherbourg          | Dom. | 4-0   |
| 5 février 1939    | 13e     | CA Lisieux            | Ext. | 1-2   |
| 12 février 1939   | 14e     | US Normande           | Dom. | 2-1   |
| 26 février 1939   | 15e     | HAC amateur           | Ext. | 1-3   |
| 12 mars 1939      | 16e     | Stade Havrais         | Dom. | 7-1   |
| 19 mars 1939      | 17e     | Olympique Bas-Normand | Ext. | 0-2   |
| 26 mars 1939      | 18e     | US Quevilly           | Dom. | 2-0   |

#### Coupe de France
| Date             | Tour    | Adversaire             | Lieu   | Score | Buteurs SMC |
| ---------------- | ------- | ---------------------- | ------ | ----- | ----------- |
| 9 octobre 1938   | 2e tour | FC Saint-Lô            | Caen   | 8-3   |             |
| 23 octobre 1938  | 3e tour | AS Valognes            | Caen   | 3-2   |             |
| 13 novembre 1938 | 4e tour | Tour d'Auvergne Rennes | Caen   | 6-3   |             |
| 27 novembre 1938 | 5e tour | US Saint-Servan        | Caen   | 2-1   |             |
| 18 décembre 1938 | 32e     | Stade rennais          | Rennes | 5-0   |             |

### Saison 1939-1940
La saison 1939-1940 combine à la fois le championnat de division d'honneur de Normandie et le critérium de Normandie. Mais le déclenchement de la guerre juste avant la reprise du championnat, prévu le 17 septembre, change la donne. La ligue de Normandie annule le championnat et envisage, dans un premier temps, de faire jouer des compétitions départementales.
L'équipe est finalement intégrée dans le groupe D du critérium de Basse-Normandie avec l'US Houlgate, l'US Normande et le SU Dives. Elle termine deuxième et ne peut jouer la phase finale du critérium.

#### Critérium de Basse-Normandie, groupe D
| Date             | Journée | Adversaire  | Lieu | Score |
| ---------------- | ------- | ----------- | ---- | ----- |
| 10 novembre 1939 | 1re     | US Houlgate | Dom. |       |
| 21 janvier 1940  | 2e      | US Normande | Ext. |       |
| 18 février 1940  | 3e      | US Houlgate | Dom. | 14-0  |
| 25 février 1940  | 4e      | US Normande | Dom  | 1-2   |
| 10 mars 1940     | 5e      | SU Dives    | Dom. | 1-1   |

#### Coupe de France de guerre
| Date             | Tour          | Adversaire   | Lieu      | Score | Buteurs SMC |
| ---------------- | ------------- | ------------ | --------- | ----- | ----------- |
| 17 décembre 1939 | 32e de finale | AS Cherbourg | Cherbourg | 2-1   |             |
| 7 janvier 1940   | 16e de finale | FC Rouen     | Caen      | 1-9   |             |

### Saison 1940-1941
Le club évolue dans le groupe D du critérium de Basse-Normandie avec le Sports et Union Dives, le Club Athlétique de Lisieux, l'Union Sportive Normande, l'Union Sportive des Cheminots de Caen et l'Association Sportive Trouville-Deauville. L'AS Trouville-Deauville déclare finalement forfait. Il termine 3e du championnat.

#### Critérium de Basse-Normandie, groupe D
| Date              | Journée | Adversaire           | Lieu | Score |
| ----------------- | ------- | -------------------- | ---- | ----- |
| 2 mars 1941       | 1re     | SU Dives             | Dom. | 2-1   |
| 1er décembre 1940 | 2e      | US Normande          | Ext. | 6-2   |
| 22 décembre 1940  | 3e      | US Cheminots de Caen | Dom. | 7-3   |
| 23 mars 1941      | 4e      | CA Lisieux           | Dom. | 6-0   |
| 26 janvier 1941   | 5e      | SU Dives             | Ext. | 0-4   |
| 16 février 1941   | 6e      | US Normande          | Dom. | 0-4   |
| 30 mars 1941      | 7e      | US Cheminots de Caen | Ext. | 2-6   |
| 16 mars 1941      | 8e      | CA Lisieux           | Ext. | 4-3   |

#### Coupe de France de guerre
| Date            | Tour     | Adversaire           | Lieu | Score | Buteurs SMC        |
| --------------- | -------- | -------------------- | ---- | ----- | ------------------ |
| 13 octobre 1940 | 1er tour | US Cheminots de Caen | Ext. | 4-2   | Monnier, Lebastard |

### Saison 1941-1942
Le club dispute le critérium de Basse-Normandie groupe 1 aux côtés du SU Dives, l'US Cheminots de Caen, l'US Cheminots de Mézidon et l'US Normande. Le club termine troisième du groupe.

#### Critérium de Basse-Normandie, groupe 1
| Date              | Journée | Adversaire              | Lieu | Score |
| ----------------- | ------- | ----------------------- | ---- | ----- |
| 14 septembre 1941 | 01      | SU Dives                | Dom. | 1-1   |
| 28 septembre 1941 | 02      | US Cheminots de Caen    | Ext. | 4-2   |
| 19 octobre 1941   | 03      | US Cheminots de Mézidon | Dom. | 7-1   |
|                   | 04      | US Normande             | Ext. |       |
|                   | 05      | SU Dives                | Ext. |       |
|                   | 05      | US Cheminots de Mézidon | Ext. |       |
| 11 janvier 1942   | 07      | US Cheminots de Caen    | Dom. | 2-0   |
| 8 février 1942    | 08      | US Normande             | Dom. | 1-2   |

#### Coupe de France de guerre
| Date              | Tour     | Adversaire   | Lieu | Score | Buteurs SMC |
| ----------------- | -------- | ------------ | ---- | ----- | ----------- |
| 21 septembre 1941 | 1re tour | SU Dives     | Ext. | 1-3   |             |
| 12 octobre 1941   | 2e       | US Cherbourg | Dom. | 6-1   |             |

### Saison 1942-1943
Le club dispute le critérium de Basse-Normandie dans le groupe 4 avec l'US Normande, le FC Falaise, l'US cheminots de Caen, l'US cheminots de Mézidon, l'AS Bayeux, l'ASPTT Caen et l'USO Mondeville. Le club termine premier de son groupe avec seulement une seule défaite. Il participe à la phase finale de Basse-Normandie et gagne en finale contre l'US Flers. Cette victoire lui permet d'accéder au championnat de Normandie. Il bat en demi-finale l'US Quevilly (champion de Haute-Normandie mais perd en finale contre l'AS Trouville-Deauville (champion de Normandie centrale). Le club s'incline en finale de la coupe de Normandie contre l'US Quevilly.

#### Critérium de Basse-Normandie groupe 4
| Date              | Journée | Adversaire              | Lieu | Score |
| ----------------- | ------- | ----------------------- | ---- | ----- |
| 28 septembre 1942 | 01      | FC Falaise              | Ext. | 1-5   |
| 4 octobre 1942    | 02      | USO Mondeville          | Ext. | 0-5   |
| 18 octobre 1942   | 03      | AS Bayeux               | Dom. | 7-1   |
| 25 octobre 1942   | 04      | US Normande             | Ext. | 1-2   |
| 15 novembre 1942  | 05      | ASPTT Caen              | Dom. | 5-0   |
| 29 novembre 1942  | 06      | US cheminots de Mézidon | Ext. | 2-9   |
| 6 décembre 1942   | 07      | US cheminots de Caen    | Dom. | 2-1   |
| 20 décembre 1942  | 08      | FC Falaise              | Dom. | 5-1   |
| 29 décembre 1942  | 09      | USO Mondeville          | Dom. | 3-2   |
| 3 janvier 1943    | 10      | AS Bayeux               | Ext. | 2-3   |
| 17 janvier 1943   | 11      | US Normande             | Dom. | 1-2   |
| 21 février 1943   | 12      | ASPTT Caen              | Ext. | 0-2   |
| 31 janvier 1943   | 13      | US cheminots de Mézidon | Dom. | 9-0   |
| 14 février 1943   | 14      | US cheminots de Caen    | Ext. | 2-3   |

| Date         | Tour        | Adversaire            | Lieu | Score |
| ------------ | ----------- | --------------------- | ---- | ----- |
| 14 mars 1943 | Demi-finale | Espérance de saint-Lô | Ext. | 1-2   |
| 21 mars 1943 | Finale      | US Flers              | Dom. | 2-1   |

| Date         | Tour        | Adversaire             | Lieu    | Score |
| ------------ | ----------- | ---------------------- | ------- | ----- |
| 28 mars 1942 | Demi-finale | US Quevilly            | Lisieux | 1-2   |
| 4 avril 1943 | Finale      | AS Trouville-Deauville | Lisieux | 2-0   |

#### Coupes
| Date             | Tour | Adversaire | Lieu | Score |
| ---------------- | ---- | ---------- | ---- | ----- |
| 22 novembre 1942 | 5e   | AS Vire    | Ext. | 1-0   |

| Date             | Tour | Adversaire            | Lieu | Score |
| ---------------- | ---- | --------------------- | ---- | ----- |
| 13 décembre 1942 |      | CS Carentan           | Dom. | 11-0  |
| 7 février 1943   |      | Espérance de Saint Lô | Dom. | 5-0   |

### Saison 1943-1944
Le club dispute la poule E (Normandie) du championnat de France amateur aux côtés du Football Club de Rouen, du Havre AC, de l'US Fécamp, de l'US Quevilly, de l'Association Sportive Trouville-Deauville, de l'US Normande, du CA Lisieux, du Football Club Dieppois et du Groupe Sportif Marissel (Beauvais). Il termine 5e au classement.
En coupe de France, le club est éliminé sur tapis vert sur décision de la FFA à cause de la présence d'un joueur non qualifié.

#### Championnat de France amateur groupe E
| Date              | Journée | Adversaire              | Lieu | Score |
| ----------------- | ------- | ----------------------- | ---- | ----- |
| 12 septembre 1943 | 01      | Havre AC                | Dom. | 3-4   |
| 19 septembre 1943 | 02      | AS Trouville-Deauville  | Ext. | 1-1   |
| 3 octobre 1943    | 03      | Groupe Sportif Marissel | Dom. | 2-1   |
| 10 octobre 1943   | 04      | US Quevilly             | Ext. | 3-1   |
| 24 octobre 1943   | 05      | US Normande             | Dom. | 2-0   |
| 31 octobre 1943   | 06      | FC Dieppe               | Ext. | 4-3   |
| 14 novembre 1943  | 07      | US Fécamp               | Ext. | 1-0   |
| 21 novembre 1943  | 08      | FC Rouen                | Dom. | 1-4   |
| 12 décembre 1943  | 09      | CA Lisieux              | Dom. | 6-1   |
| 6 février 1944    | 10      | Havre AC                | Ext. | 2-0   |
| 16 janvier 1944   | 11      | US Quevilly             | Dom. | 4-0   |
| 30 janvier 1944   | 12      | FC Dieppe               | Dom. | 6-1   |
| 13 février 1944   | 13      | US Normande             | Ext. | 5-1   |
| 20 février 1944   | 14      | FC Rouen                | Ext. | 3-3   |
| 27 février 1944   | 15      | Groupe Sportif Marissel | Ext. | 0-6   |
| 5 mars 1944       | 16      | US Fécamp               | Dom. | 14-0  |
| 12 mars 1944      | 17      | CA Lisieux              | Ext. | 0-2   |

#### Coupe de France
| Date              | Tour | Adversaire            | Lieu | Score |
| ----------------- | ---- | --------------------- | ---- | ----- |
| 26 septembre 1943 | 1er  | Espérance de saint-Lô | Dom. | 9-1   |
| 17 octobre 1943   | 2e   | AS Vire               | Ext. | 0-1   |
| 7 novembre 1943   | 3e   | CO Clichy             | Dom. | 9-1   |

#### Coupe de Normandie
| Date           | Tour | Adversaire   | Lieu | Score |
| -------------- | ---- | ------------ | ---- | ----- |
| 9 janvier 1944 |      | US Cherbourg | Ext. |       |

### Saison 1944-1945
Le club dispute le championnat de Division d'honneur de Normandie dans le groupe Ouest. Il est composé de l'AS Trouville-Deauville, du CA Lisieux, de l'US Normande, du Stade Saint-Lois et de l'US Flers. Le championnat ne débute vraiment qu'au mois de février car les deux premiers matchs prévus sont reportés à cause des conditions climatiques. Le club termine derrière l'US Normande. Le club se fait rapidement éliminer en Coupe de France par l'US Flers. Le club participe aussi à la coupe de la Libération - ou Fred Scamaroni - initiée par Léonard Gille, le président du comité départemental de libération. Cette coupe rassemble les clubs du Calvados.

#### Championnat de division d'honneur de Normandie groupe Ouest
| Date            | Journée | Adversaire             | Lieu | Score |
| --------------- | ------- | ---------------------- | ---- | ----- |
| 11 mars 1945    | 01      | CA Lisieux             | Ext. | 1-1   |
| 25 mars 1945    | 02      | Stade Saint-Lois       | Dom. | 3-1   |
| 11 février 1945 | 03      | AS Trouville-Deauville | Ext. | 3-2   |
| 18 février 1945 | 04      | US Flers               | Dom. | 7-1   |
| 25 février 1945 | 05      | US Normande            | Ext. | 2-3   |
| 4 mars 1945     | 06      | CA Lisieux             | Dom. | 0-1   |
| 18 mars 1945    | 07      | Stade Saint-Lois       | Ext. | 2-3   |
| 8 avril 1945    | 08      | AS Trouville-Deauville | Dom. | 2-3   |
| 22 avril 1945   | 09      | US Flers               | Ext. | 1-2   |
| 29 avril 1945   | 10      | US Normande            | Dom. | 3-2   |

#### Coupe de France
| Date             | Tour | Adversaire                    | Lieu | Score    | Buteurs SMC                         |
| ---------------- | ---- | ----------------------------- | ---- | -------- | ----------------------------------- |
| 5 novembre 1944  | 1er  | Entente cheminots-PTT de Caen | Dom. | 3-0      | Guillard(2), Catherine (csc)        |
| 19 novembre 1944 | 2e   | CS Alençon                    | Dom. | 10-2     | Duchêne (5), Guillard (4), Genestar |
| 3 décembre 1944  | 3e   | US Flers                      | Ext. | 1-1 (ap) |                                     |
| 10 décembre 1944 | 3e   | US Flers                      | Dom. | 1-2      | Guillard                            |

#### Coupe de la libération
| Date           | Tour            | Adversaire | Lieu | Score           | Buteurs SMC |
| -------------- | --------------- | ---------- | ---- | --------------- | ----------- |
| 6 janvier 1945 | 16e             | ES Falaise | Ext. | forfait Falaise |             |
| 8 février 1945 | 8e de finale    | AS Vire    | Dom. | 4-0             |             |
| 1er avril 1945 | quart de finale | CA Lisieux | Ext. | 2-1             |             |

### Saison 1945-1946
Le club joue dans le groupe Ouest de la division d'honneur de Normandie aux côtés de l'AS Cherbourg, du CA Lisieux, de l'AS Trouville-Deauville, de l'US Normande et de l'UST Cherbourg. Le championnat est organisé en deux phases : une première avec un groupe Ouest et Est puis une seconde avec deux groupes regroupant les trois premiers des groupes Ouest et Est (groupe A) et les trois derniers (groupe B). L'équipe qui termine première du groupe rassemblant les trois premiers de chaque groupe est sacrée championne de Normandie. Le groupe A préfigure la future poule unique du championnat de division de Normandie de la saison 1946-1947. L'équipe est désormais entraînée par François Mayer, ancien gardien de but du club lors des premières années en professionnel (1934-1936).
Le club domine le championnat dans sa première partie mais cède sa première place à la faveur d'une défaite à Cherbourg contre l'UST lors des matchs retour. Il termine 3e ex-æquo et doit donc jouer les barrages pour la troisième place qualificative face à l'US Normande et le CA Lisieux. C'est le club voisin de l'US Normande qui gagne cette phase de poule et donc le club est reversé dans le groupe B aux côtés des réserves pro du FC Rouen et du Havre AC et enfin du Sotteville FC.

#### Championnat de division d'honneur de Normandie groupe Ouest
| Date              | Journée | Adversaire             | Lieu | Score    | Buteurs            |
| ----------------- | ------- | ---------------------- | ---- | -------- | ------------------ |
| 23 septembre 1945 | 01      | CA Lisieux             | Dom. | 1-2      | Duchêne            |
| 30 septembre 1945 | 02      | AS Cherbourg           | Ext. | 1-3      | Guillard(2), Jarry |
| 14 octobre 1945   | 03      | UST Cherbourg          | Dom. | victoire |                    |
| 28 octobre 1945   | 04      | AS Trouville-Deauville | Ext. | victoire |                    |
| 11 novembre 1945  | 05      | US Normande            | Dom. | 3-0      |                    |
| 18 novembre 1945  | 06      | CA Lisieux             | Ext. | 0-0      |                    |
| 2 décembre 1945   | 07      | AS Cherbourg           | Dom. | 0-3      |                    |
| 9 décembre 1945   | 08      | UST Cherbourg          | Ext. | 3-1      | Genestar           |
| 23 décembre 1945  | 09      | AS Trouville-Deauville | Dom. | défaite  |                    |
| 30 décembre 1945  | 10      | US Normande            | Ext. | 2-1      | Guillard           |

Poule pour la 3e place
| Date            | Adversaire  | Lieu | Score | Buteurs                      |
| --------------- | ----------- | ---- | ----- | ---------------------------- |
| 3 février 1946  | US Normande | Ext. | 3-1   |                              |
| 17 février 1946 | CA Lisieux  | Dom. | 4-0   | Guillard(2), Genestar, Jarry |

Championnat de Normandie groupe B
| Date            | Adversaire         | Lieu | Score | Buteurs                         |
| --------------- | ------------------ | ---- | ----- | ------------------------------- |
| 24 février 1946 | FC Rouen (réserve) | Ext. | 1-5   | Mancel (2), Guillard (2), Jarry |
| 12 mars 1946    | Sotteville FC      | Dom. | 2-0   | Maury, Guillard                 |
| 2 avril 1946    | Sotteville FC      | Ext. | 0-3   | Guillard (3)                    |
| 14 avril 1946   | Havre AC (réserve) | Dom. | 3-3   | Jarry, Guillard (2)             |
| 28 avril 1946   | FC Rouen (réserve) | Dom. | 3-6   | Genestar, Guillard (2)          |
| 12 mai 1946     | Havre AC (réserve) | Ext. | 4-2   |                                 |

#### Coupe de France
| Date           | Tour | Adversaire | Lieu | Score | Buteurs |
| -------------- | ---- | ---------- | ---- | ----- | ------- |
| 8 octobre 1945 | 1er  | SU Dives   | Ext. | 3-2   |         |

#### Coupe de Normandie
| Date            | Tour | Adversaire  | Lieu | Score | Buteurs |
| --------------- | ---- | ----------- | ---- | ----- | ------- |
| 10 février 1946 | 1er  | CS Carentan | Ext. | 3-2   |         |

### Saison 1946-1947
Le club joue dans le championnat de division d'honneur de Normandie. Il comprend l'US Quevilly, l'Évreux AC, l'US Fécamp, l'AS Cherbourg, le CA Lisieux, l'AS Trouville-Deauville, l'US Normande, l'UST Équeurdreville, le FC Dieppe. Le club reçoit le renfort le renfort de deux anciens pros, Robert Duchesne (FC Rouen) et Pierre Gacquerel dit Guillouf (Havre AC).
Lors de la phase aller, le club remporte 8 victoires et ne perd qu'une seule fois.
Le club termine champion de division d'honneur de Basse-Normandie.

#### Championnat de division d'honneur de Normandie
| Date              | Journée | Adversaire             | Lieu | Score | Buteurs                               |
| ----------------- | ------- | ---------------------- | ---- | ----- | ------------------------------------- |
| 15 septembre 1946 | 01      | FC Dieppe              | Dom. | 3-1   | Mancel, Guillard (2)                  |
| 22 septembre 1946 | 02      | AS Trouville-Deauville | Ext. | 1-2   | Bourdon, Béglin                       |
| 29 septembre 1946 | 03      | US Fécamp              | Dom. | 5-2   | Guillard (3), Genestar, Duchesne      |
| 20 octobre 1946   | 04      | US Quevilly            | Ext. | 1-0   |                                       |
| 27 octobre 1946   | 05      | UST Cherbourg          | Dom. | 8-1   | Guillard (2), Jarry (3), Duchesne (3) |
| 10 novembre 1946  | 06      | CA Lisieux             | Ext. | 1-4   | Mancel, Duchesne (2)                  |
| 17 novembre 1946  | 07      | AS Cherbourg           | Dom. | 7-3   | Duchesne (4), Mancel, Beglin          |
| 1er décembre 1946 | 08      | US Normande            | Ext. | 0-2   | Jarry, Duchesne                       |
| 8 décembre 1946   | 09      | Évreux AC              | Dom. | 1-0   | Jarry                                 |
| 29 décembre 1946  | 10      | CA Lisieux             | Dom. | 0-0   |                                       |
| 12 janvier 1947   | 11      | Évreux AC              | Ext. |       |                                       |
| 19 janvier 1947   | 12      | FC Dieppe              | Ext. |       |                                       |
| 26 janvier 1947   | 13      | US Normande            | Dom. |       |                                       |
| 9 février 1947    | 14      | AS Trouville-Deauville | Dom. |       |                                       |
| 16 février 1947   | 15      | UST Cherbourg          | Ext. |       |                                       |
| 23 février 1947   | 16      | US Fécamp              | Dom. |       |                                       |
| 16 mars 1947      | 17      | US Quevilly            | Dom; |       |                                       |
| 23 mars 1947      | 18      | AS Cherbourg           | Ext. |       |                                       |

#### Coupe de France
| Date              | Tour | Adversaire   | Lieu  | Score      | Buteurs                           |
| ----------------- | ---- | ------------ | ----- | ---------- | --------------------------------- |
| 6 octobre 1946    | 1er  | AS Bayeux    | Ext.  | 2-3 (a.p.) | Guillard, Mancel, Duschesne       |
| 1er novembre 1946 | 2e   | US Granville | Dom.  | 7-1        | Duschesne (4), Mancel, Beglin (2) |
| 24 novembre 1946  | 3e   | CS Carentan  | Ext.  | 0-1        | Boudon                            |
| 15 décembre 1946  | 4e   | SU Dives     | Dom.  | 3-0        | Jarry, Guillard, Duchesne         |
| 4 janvier 1947    | 32e  | Paris UC     | Rouen | 1-0        |                                   |
| 2 février 1947    | 16e  | Havre AC     | Ext.  | 4-0        |                                   |

### Saison 1947-1948
Le club termine premier du championnat de division d'honneur de Normandie devant Évreux AC et l'US Quevilly. Cette première place permet au club de jouer dans le nouveau championnat de France amateur. Le groupe comprenait l'US Quevilly, l'Évreux AC, l'US Fécamp, l'AS Cherbourg, le CA Lisieux, l'AS Trouville-Deauville, l'US Normande, l'UST Équeurdreville et le FC Dieppe.
Il participe ensuite au mini-championnat du CFA dans la poule B. Au terme des 6 rencontres, le club termine dernier avec une seule victoire.

#### Division d'honneur de Normandie
| Date             | Journée | Adversaire             | Lieu | Score |
| ---------------- | ------- | ---------------------- | ---- | ----- |
| 16 novembre 1947 |         | US Normande            | Dom. | 6-2   |
| 12 janvier 1948  | 11e     | US Normande            | Ext. | 2-3   |
| 19 janvier 1948  | 12e     | Évreux AC              | Dom. | 3-3   |
| 26 janvier 1948  | 13e     | AS Trouville-Deauville | Dom. | 0-0   |
| 9 février 1948   | 14e     | AS Cherbourg           | Ext. | 3-2   |
| 16 février 1948  | 15e     | US Quevilly            | Dom. | 2-2   |
| 15 mars 1948     | 16e     | US Fécamp              | Ext. | 1-2   |
| 22 mars 1948     | 17e     | Évreux AC              | Ext. | 1-6   |
| 4 avril 1948     | 18e     | CA Lisieux             | Ext. | 1-2   |

#### CFA poule B
| Date          | Journée | Adversaire           | Lieu | Score |
| ------------- | ------- | -------------------- | ---- | ----- |
| 18 avril 1948 | 01      | Arago Sports Orléans | Dom. | 2-7   |
| 25 avril 1948 | 02      | Chamois niortais     | Ext. | 1-0   |
| 2 mai 1948    | 03      | Bruay sports         | Dom. | 4-7   |
| 9 mai 1948    | 04      | Mont-de-Marsan       | Ext. | 10-2  |
| 24 mai 1948   | 05      | Stade rennais        | Ext. | 7-2   |
| 31 mai 1948   | 06      | SO Mazamet           | Dom. | 3-1   |

## Période 1948-1970

### Saison 1948-1949
Le club jour dans le groupe Nord du championnat de France amateur avec le Stade Béthunois, l'US Auchel, le RC Paris B, l'ES Eully, l'USO Bruay-en-Artois, l'Olympique Saint-Quentin, l'AS Française, l'AS Amicale, l'Évreux AC, l'US Quevilly et l'US Le Vésinet. Il termine à la 5e place.

#### Coupe de France
| Date            | Tour | Adversaire           | Lieu | Score | Buteurs |
| --------------- | ---- | -------------------- | ---- | ----- | ------- |
| 9 janvier 1949  | 32e  | Aniche SC            |      | 2-0   |         |
| 30 janvier 1949 | 16e  | Racing Club de Paris |      | 3-1   |         |

### Saison 1949-1950
Le club termine à la 5e place du groupe Nord du CFA aux côtés du Stade Béthunois, l'US Auchel, le RC Paris B, l'ES Eully, l'USO Bruay-en-Artois, l'Olympique Saint-Quentin, l'AS Française, le SPN Vernon, le Stade de Reims B, le CA Montreuil, le SC Douai et l'US Nœux-les-Mines.

#### Coupe de France
| Date           | Tour | Adversaire           | Lieu               | Score | Buteurs |
| -------------- | ---- | -------------------- | ------------------ | ----- | ------- |
| 8 janvier 1950 | 32e  | Roanne FC            | Tours              | 3-2   |         |
| 5 février 1950 | 16e  | Racing Club de Paris | stade des Bruyères | 2-0   |         |

### Saison 1950-1951
Le club termine à la 2e place du groupe Nord du CFA aux côtés de l'US Quevilly, Bruay, l'AS sainte-Barbe Oignies, Bully, Béthune, Saint-Maur, Auchel, Saint-Quentin, Montreuil, CS Sedan et la réserve amateur du Racing Club de Paris

#### CFA groupe Nord
| Date              | Journée | Adversaire | Lieu | Score |
| ----------------- | ------- | ---------- | ---- | ----- |
| 3 septembre 1950  | 01      | Bruay      | Dom. | 0-2   |
| 10 septembre 1950 | 02      | CS Sedan   | Ext. | 2-3   |
| 17 septembre 1950 | 03      | Bully      | Ext. | 2-2   |
| 24 septembre 1950 | 04      | Montreuil  | Dom. | 1-3   |

#### Coupe de France
| Date            | Tour | Adversaire            | Lieu | Score | Buteurs |
| --------------- | ---- | --------------------- | ---- | ----- | ------- |
| 14 janvier 1951 | 32e  | Girondins de Bordeaux | Ext. | 2-1   |         |

### Saison 1951-1952
Le club termine 6e du groupe Nord du CFA

### Saison 1952-1953
Le club termine à la 3e place du groupe Ouest du CFA,.
En coupe de France, l'équipe parvient à éliminer l'équipe du stade de Reims en 32e de finale à Rouen le 19 janvier 1953. Au tour suivant, le club se fait éliminer par l'OGC Nice.

#### Coupe de France
| Date            | Tour | Adversaire     | Lieu | Score | Buteurs |
| --------------- | ---- | -------------- | ---- | ----- | ------- |
| 19 janvier 1953 | 32e  | Stade de Reims | Dom. | 2-1   |         |
| 8 février 1953  | 16e  | OGC Nice       | Ext. | 2-0   |         |

### Saison 1953-1954
Le club termine à la 9e place du groupe Ouest du CFA,.

### Saison 1954-1955
Le club termine 6e du groupe Ouest du CFA,.

#### CFA groupe Ouest
| Date         | Journée | Adversaire             | Lieu | Score |
| ------------ | ------- | ---------------------- | ---- | ----- |
| 13 mars 1955 | 19      | FC Nantes              | Ext. | 0-2   |
| 20 mars 1955 | 20      | CEP Lorient            | Dom. | 3-1   |
| 3 avril 1955 | 21      | Arago Sports Orléanais | Dom. | 0-1   |
| 1er mai 1955 | 22      | AS Brestoise           | Ext. | 8-0   |

### Saison 1955-1956
Le club évolue dans le groupe Ouest du CFA aux côtés de l'US Quevilly, l'AS Cherbourg, le Stade brestois, l'US Orléans, la Berrichonne de Châteauroux, la réserve du FC Nantes, le SO Cholet, le SPN Vernon, l'AAJ Blois, le Stade quimpérois et le Stade nazairien. Il termine à la 4e place,.
En coupe de France, l'équipe élimine le Racing CP (3-2), équipe de D1, puis l'Olympique d'Alès (1-0), équipe de D2. Elle ne perd qu'en 1/8e de finale contre le RC Lens, après prolongation (1-4).

#### Coupe de France
| Date           | Tour | Adversaire       | Lieu | Score | Buteurs |
| -------------- | ---- | ---------------- | ---- | ----- | ------- |
| 8 janvier 1956 | 32e  | Racing CP        | Dom. | 3-2   |         |
| 5 février 1956 | 16e  | Olympique d'Alès | Dom. | 1-0   |         |
| 4 mars 1956    | 8e   | RC Lens          | Ext. | 1-4   |         |

### Saison 1956-1957
Le club termine à la 4e place du groupe Ouest du CFA,.
En 1/16e de finale, les caennais poussent l'AS Monaco à jouer un match d'appui, après avoir tenu en échec une première fois le club monégasque (1-1), puisqu'à l'époque où chaque match nul est un match à rejouer.

#### Coupe de France
| Date            | Tour | Adversaire | Lieu    | Score | Buteurs |
| --------------- | ---- | ---------- | ------- | ----- | ------- |
| 13 janvier 1957 | 32e  | Bolbec AC  | Dom.    | 5-1   |         |
| 3 février 1957  | 16e  | AS Monaco  | Dijon   | 1-1   | Cote    |
| 10 février 1957 | 16e  | AS Monaco  | Le Mans | 3-1   | Mercier |

### Saison 1957-1958
Le club termine à la 7e place du groupe nord du CFA.
En 1/64e, le Stade Malherbe pousse le FC Nantes à jouer cinq matches : les trois premiers se soldent par des matchs nuls 0-0, malgré les prolongations, le quatrième match est interrompu par la pluie, avant que le cinquième ne voit les nantais l'emporter 1-0. Les deux équipes se seront affrontées près de huit heures !
| Date | Tour | Adversaire | Lieu   | Score | Buteurs |
| ---- | ---- | ---------- | ------ | ----- | ------- |
|      | 32e  | CA Lisieux | Dom.   | 4-1   |         |
|      | 16e  | FC Nantes  | Dom.   | 0-0   |         |
|      | 16e  | FC Nantes  | Nantes | 0-0   |         |
|      | 16e  | FC Nantes  | Tours  | 1-0   |         |

### Saison 1958-1959
Le club termine 8e du groupe Ouest de CFA,.

#### Coupe de France
| Date | Tour | Adversaire | Lieu     | Score | Buteurs |
| ---- | ---- | ---------- | -------- | ----- | ------- |
|      | 32e  | RC Lens    | Le Havre | 2-0   |         |

### Saison 1959-1960
Le club termine 9e du groupe Ouest de CFA.

#### Coupe de France
| Date            | Tour | Adversaire | Lieu     | Score | Buteurs |
| --------------- | ---- | ---------- | -------- | ----- | ------- |
| 24 janvier 1960 | 32e  | RC Lens    | Le Havre | 2-0   |         |

### Saison 1960-1961
Le club termine à la 12e place du groupe Nord de CFA.
En 1961 enfin, l'équipe élimine le RC Lens (2-1 a.p.) puis l'US Forbach, club de deuxième division (2-2, puis 3-2), avant de s'incliner face aux Girondins de Bordeaux en 1/8e de finale (3-1).

#### Coupe de France
| Date            | Tour | Adversaire            | Lieu     | Score | Buteurs                               |
| --------------- | ---- | --------------------- | -------- | ----- | ------------------------------------- |
|                 | 4e   | US Normande           | Dom.     | 4-2   |                                       |
|                 | 5e   | US Alençon            | Dom.     | 4-2   |                                       |
|                 | 6e   | Red Star              | Dom.     | 2-0   |                                       |
| 15 janvier 1961 | 32e  | RC Lens               | Le Havre | 2-1   | Cote                                  |
| 12 février 1961 | 16e  | US Forbach            | Le Mans  | 2-2   | Leroulley, Poilbot                    |
| 19 février 1961 | 16e  | US Forbach            | Le Mans  | 3-2   | Jaussaud, Planque, Owczaczak (c.s.c.) |
| 5 mars 1961     | 8e   | Girondins de Bordeaux | Rouen    | 3-1   | Cote                                  |

### Saison 1961-1962
Le club termine 13e et dernier du groupe Nord de CFA et descend en division d'honneur de Normandie.

#### Coupe de France
| Date | Tour | Adversaire     | Lieu | Score | Buteurs |
| ---- | ---- | -------------- | ---- | ----- | ------- |
|      | 4e   | US Avranches   | Ext. | 0-0   |         |
|      | 4e   | US Avranches   | Dom. | 4-0   |         |
|      | 5e   | Équeurdreville |      | 4-1   |         |
|      | 6e   | Lille OSC      |      | 3-0   |         |

### Saison 1962-1963
L'équipe évolue en division d'honneur de Normandie face au US Fécamp, le Havre AC, Évreux, le FC Flers, l'US Louviers, l'US Granville, le SPN Vernon, le SU Dives, le Bayeux FC, le FC Equeurdreville et Broglie. Elle termine championne de division d'honneur de Normandie et réintègre le championnat de France amateur.

#### Coupe de France
| Date | Tour | Adversaire | Lieu | Score | Buteurs |
| ---- | ---- | ---------- | ---- | ----- | ------- |
|      | 4e   | Valognes   |      | 5-0   |         |
|      | 5e   | US Alençon |      | 4-1   |         |

### Saison 1963-1964
Le club termine 10e et premier non relégable du groupe Nord du CFA.

#### CFA groupe Nord
| Date              | Journée | Adversaire               | Lieu   | Score  | Buteurs SMC | Classement |        |
| ----------------- | ------- | ------------------------ | ------ | ------ | ----------- | ---------- | ------ |
| 8 septembre 1963  | 01      | US Aulnoye               | Dom.   | 1-1    |             |            |        |
| 15 septembre 1963 | 02      | Stade de Reims B         | Ext.   | 2-1    |             |            |        |
| 22 septembre 1963 | 03      | US Quevilly              | Dom.   | 2-4    |             |            |        |
| 29 septembre 1963 | 04      | exempt                   | exempt | exempt | exempt      | exempt     | exempt |
| 6 octobre 1963    | 05      | CS Sedan B               | Ext.   | 6-2    |             |            |        |
| 13 octobre 1963   | 06      | AFC Compiègne            | Dom.   | 3-1    |             |            |        |
| 20 octobre 1963   | 07      | US Dunkerque             | Ext.   | 3-0    |             |            |        |
| 27 octobre 1963   | 08      | FC Dieppe                | Dom.   | 0-0    |             |            |        |
| 10 novembre 1963  | 09      | FC Rouen B               | Ext.   | 6-1    |             |            |        |
| 17 novembre 1963  | 10      | Amiens SC                | Dom.   | 2-0    |             |            |        |
| 1er décembre 1963 | 11      | Olympique de Charleville | Ext.   | 6-2    |             |            |        |
| 8 décembre 1963   | 12      | AS Beauvais              | Dom.   | 3-0    |             |            |        |
| 15 décembre 1963  | 13      | RC Calais                | Ext.   | 4-2    |             |            |        |
| 22 décembre 1963  | 14      | US Aulnoye               | Ext.   | 4-2    |             |            |        |
| 29 décembre 1963  | 15      | Stade de Reims B         | Dom.   | 3-2    |             |            |        |
| 5 janvier 1964    | 16      | US Quevilly              | Ext.   | 3-1    |             |            |        |
| 12 janvier 1964   | 17      | exempt                   | exempt | exempt | exempt      | exempt     | exempt |
| 19 janvier 1964   | 18      | US Dunkerque             | Ext.   | 3-0    |             |            |        |
| 26 janvier 1963   | 19      | AFC Compiègne            | Ext.   | 4-3    |             |            |        |
| 2 février 1964    | 20      | CS Sedan B               | Dom.   | 2-5    |             |            |        |
| 9 février 1964    | 21      | FC Dieppe                | Ext.   | 1-0    |             |            |        |
| 16 février 1964   | 22      | FC Rouen B               | Dom.   | 2-0    |             |            |        |
| 23 février 1964   | 23      | Amiens SC                | Ext.   | 2-1    |             |            |        |
| 8 mars 1964       | 24      | Olympique de Charleville | Dom.   | 6-1    |             |            |        |
| 15 mars 1964      | 25      | AS Beauvais              | Ext.   | 3-0    |             |            |        |
| 5 avril 1964      | 26      | RC Calais                | Dom.   | 0-1    |             |            |        |

#### Coupe de France
| Date             | Tour | Adversaire  | Lieu | Score | Buteurs SMC |
| ---------------- | ---- | ----------- | ---- | ----- | ----------- |
| 3 novembre 1963  | 4e   | Dreux       |      | 6-0   |             |
| 24 novembre 1963 | 5e   | US Normande |      | 2-0   |             |
| 15 décembre 1963 | 6e   | US Boulogne | Ext. | 9-0   |             |

### Saison 1964-1965
Le club évolue dans le groupe Ouest du CFA avec le Stade quimpérois, AAJ Blois, le Stade lavallois, le Stade brestois, les équipes réserve du FC Rouen, du Stade rennais et du FC Nantes, l'Évreux athletic club Football, la Berrichonne de Châteauroux, l'US Quevilly, l'US Orléans et l'AC Amboise.
Il termine à la 13e place et redescend en division d'honneur.

#### Coupe de France
| Date | Tour | Adversaire     | Lieu | Score | Buteurs |
| ---- | ---- | -------------- | ---- | ----- | ------- |
|      | 4e   | Équeurdreville |      | 3-2   |         |
|      | 5e   | US Granville   |      | 3-0   |         |
|      | 6e   | FC Chartres    |      | 1-2   |         |

### Saison 1965-1966
L'équipe termine championne de division d'honneur et remonte en CFA Ouest.

### Saison 1966-1967
Le club termine à la 5e place du groupe Ouest de CFA.

### Saison 1967-1968
Le club termine à la 4e du groupe Ouest de CFA.

### Saison 1968-1969
Le club termine à la 10e place et premier non relégable du groupe Nord de CFA.

### Saison 1969-1970
Le club termine à la 7e place du groupe Ouest de CFA et fait partie des six meilleurs clubs amateurs du groupe et intègre la nouvelle troisième division.

## Période 1970-1985

### Saison 1970-1971
La saison, commencée par cinq défaites, est très difficile et le Stade Malherbe, avant-dernier, ne doit son maintien qu'à un repêchage lié à sa moyenne de spectateurs (1 828).

#### championnat de France de D2
| Date              | journée | Adversaire       | Lieu | Score | Buteurs SMC                 | Classement |
| ----------------- | ------- | ---------------- | ---- | ----- | --------------------------- | ---------- |
| 22 août 1970      | 01      | US Quevilly      | Ext. | 4-1   | Verbecque                   | 16e        |
| 29 août 1970      | 02      | FC Lorient       | Ext. | 3-0   |                             | 16e        |
| 12 septembre 1970 | 03      | Stade brestois   | Dom. | 0-3   |                             | 16e        |
| 19 septembre 1970 | 04      | Paris SG         | Ext. | 2-0   |                             | 16e        |
| 26 septembre 1970 | 05      | US Le Mans       | Dom. | 0-1   |                             | 16e        |
| 3 octobre 1970    | 06      | Châteauroux      | Ext. | 1-1   |                             | 16e        |
| 10 octobre 1970   | 07      | Stade lavallois  | Dom. | 3-0   | Verbecque (2), Arnould      | 16e        |
| 17 octobre 1970   | 08      | FC Rouen         | Ext. | 2-1   |                             | 15e        |
| 24 octobre 1970   | 09      | AAJ Blois        | Dom. | 0-1   |                             | 15e        |
| 1er novembre 1970 | 10      | Stade quimpérois | Ext. | 3-1   |                             | 16e        |
| 7 novembre 1970   | 11      | Limoges FC       | Dom. | 1-1   |                             | 16e        |
| 29 novembre 1970  | 12      | EDS Montluçon    | Ext. | 6-2   |                             | 16e        |
| 5 décembre 1970   | 13      | Stade poitevin   | Dom. | 0-0   |                             | 16e        |
| 20 décembre 1970  | 14      | FC Bourges       | Ext. | 0-1   |                             | 14e        |
| 27 décembre 1970  | 15      | Havre AC         | Dom. | 4-1   | Sorgic, Arnould, Bigeon (2) | 14e        |
| 9 janvier 1971    | 16      | FC Lorient       | Dom. | 0-2   |                             | 15e        |
| 16 janvier 1971   | 17      | Stade brestois   | Ext. | 3-3   |                             | 15e        |
| 24 janvier 1971   | 18      | Paris SG         | Dom. | 1-2   |                             | 15e        |
| 30 janvier 1971   | 19      | US Le Mans       | Ext. | 5-1   | Bigeon                      | 16e        |
| 14 février 1971   | 20      | Châteauroux      | Dom. | 0-0   |                             | 15e        |
| 21 février 1971   | 21      | Stade lavallois  | Ext. | 1-0   |                             | 15e        |
| 7 mars 1971       | 22      | FC Rouen         | Dom. | 1-0   | Sorgic                      | 15e        |
| 14 mars 1971      | 23      | AAJ Blois        | Ext. | 1-1   |                             | 15e        |
| 21 mars 1971      | 24      | Stade quimpérois | Dom. | 2-1   |                             | 15e        |
| 4 avril 1971      | 25      | Limoges FC       | Ext. | 0-2   |                             | 14e        |
| 17 avril 1971     | 26      | EDS Montluçon    | Dom. | 0-1   |                             | 15e        |
| 2 mai 1971        | 27      | Stade poitevin   | Ext. | 1-0   | 16e                         | 15e        |
| 9 mai 1971        | 28      | FC Bourges       | Dom. | 1-0   |                             | 15e        |
| 16 mai 1971       | 29      | Havre AC         | Ext. | 1-0   |                             | 15e        |
| 30 mai 1971       | 30      | US Quevilly      | Dom. | 2-0   | Sorgic, Bigeon              | 14e        |

#### coupe de France
| Date             | Tour | Adversaire | Lieu | Score | Buteurs SMC                                       |
| ---------------- | ---- | ---------- | ---- | ----- | ------------------------------------------------- |
| 22 novembre 1970 | 5e   | SC Dugny   | Dom. | 4-0   | Arnoult (20' et 70), Guégadan (56'), Quenot (73') |
| 13 décembre 1970 | 6e   | CA Mantes  | Ext. | 2-1   | Gaucher                                           |

### Saison 1971-1972
Très efficace à l'extérieur, l'équipe est longtemps troisième mais finit sixième, victime de son manque d'efficacité à domicile.

#### championnat de France de D2, groupe A
| Date              | journée | Adversaire           | Lieu | Score | Buteurs SMC        | Classement |
| ----------------- | ------- | -------------------- | ---- | ----- | ------------------ | ---------- |
| 21 août 1971      | 01      | FC Rouen             | Dom. | 2-2   |                    | 8e         |
| 28 août 1971      | 02      | Amiens SC            | Ext. | 0-2   |                    | 4e         |
| 4 septembre 1971  | 03      | FC Mulhouse          | Dom. | 2-2   |                    | 3e         |
| 12 septembre 1971 | 04      | Evreux AC            | Ext. | 0-1   | Lecampion          | 6e         |
| 18 septembre 1971 | 05      | US Boulogne          | Dom. | 0-2   |                    | 6e         |
| 26 septembre 1971 | 06      | FC Chaumont          | Dom. | 3-5   |                    | 8e         |
| 2 octobre 1971    | 07      | AC Mouzon            | Ext. | 1-2   |                    | 7e         |
| 16 octobre 1971   | 08      | Besançon Racing Club | Dom. | 1-0   | Bigeon             | 6e         |
| 24 octobre 1971   | 09      | US Quevilly          | Ext. | 2-1   |                    | 3e         |
| 30 octobre 1971   | 10      | AS Creil             | Dom. | 3-1   |                    | 5e         |
| 7 novembre 1971   | 11      | RC Lens              | Ext. | 0-2   |                    | 4e         |
| 14 novembre 1971  | 12      | US Dunkerque         | Dom. | 1-0   |                    | 3e         |
| 21 novembre 1971  | 13      | AC Cambrai           | Ext. | 0-0   |                    | 3e         |
| 12 décembre 1971  | 14      | CS Sedan-Ardennes    | Dom. | 0-5   |                    | 4e         |
| 9 janvier 1972    | 15      | ESTAC Troyes         | Ext. | 1-1   |                    | 5e         |
| 16 janvier 1972   | 16      | Amiens SC            | Dom. | 2-0   |                    | 4e         |
| 30 janvier 1972   | 17      | FC Mulhouse          | Ext. | 0-0   |                    | 3e         |
| 6 février 1972    | 18      | Evreux AC            | Dom. | 2-1   |                    | 3e         |
| 13 février 1972   | 19      | US Boulogne          | Ext. | 0-0   |                    | 3e         |
| 5 mars 1972       | 20      | FC Chaumont          | Ext. | 3-1   |                    | 3e         |
| 11 mars 1972      | 21      | AC Mouzon            | Dom. | 0-0   |                    | 3e         |
| 19 mars 1972      | 22      | Besançon Racing Club | Ext. | 1-3   | Bigeon, Sorgic (2) | 4e         |
| 25 mars 1972      | 23      | US Quevilly          | Dom. | 0-1   |                    | 3e         |
| 2 avril 1972      | 24      | AS Creil             | Ext. | 1-2   |                    | 4e         |
| 9 avril 1972      | 25      | RC Lens              | Dom. | 0-0   |                    | 6e         |
| 16 avril 1972     | 26      | US Dunkerque         | Ext. | 3-0   |                    | 4e         |
| 24 avril 1972     | 27      | AC Cambrai           | Dom. | 1-0   |                    | 5e         |
| 7 mai 1972        | 28      | CS Sedan             | Ext. | 3-0   |                    | 6e         |
| 14 mai 1972       | 29      | ESTAC Troyes         | Dom. | 1-1   |                    | 6e         |
| 21 mai 1972       | 30      | FC Rouen             | Ext. | 2-0   |                    | 6e         |

#### Coupe de France
| Date             | Tour | Adversaire | Lieu | Score | Buteurs SMC |
| ---------------- | ---- | ---------- | ---- | ----- | ----------- |
| 19 décembre 1971 | 6e   | FC Lorient | Ext. | 4-0   |             |

### Saison 1972-1973
Saison chaotique avec un point pris en 9 matchs. Lors de la phase aller, l'équipe ne remporte qu'une victoire à domicile et une autre à l'extérieur. Lors de la phase retour, la situation est la même. L'entraîneur Bernard Lelong est débarqué à la fin des matchs aller et il est remplacé par l'ancien entraîneur du Stade de Reims, Émile Rummelhardt. Mais ses efforts n'empêchent pas la relégation et l'équipe termine avant dernier.

#### Championnat de D2, groupe A
| Date              | Journée | Adversaire                    | Lieu | Score | Buteurs SMC                                    | Classement |
| ----------------- | ------- | ----------------------------- | ---- | ----- | ---------------------------------------------- | ---------- |
| 20 août 1972      | 01      | AAJ Blois                     | Dom. | 2-2   |                                                | 14e        |
| 27 août 1972      | 02      | AS Angoulême                  | Ext. | 2-0   |                                                | 17e        |
| 3 septembre 1972  | 03      | FC Lorient                    | Dom. | 2-0   |                                                | 18e        |
| 10 septembre 1972 | 04      | AC Cambrai                    | Ext. | 1-0   |                                                | 18e        |
| 17 septembre 1972 | 05      | FC Bourges                    | Dom. | 0-2   |                                                | 18e        |
| 24 septembre 1972 | 06      | US Boulogne                   | Ext. | 1-0   |                                                | 18e        |
| 1er octobre 1972  | 07      | Lille OSC                     | Dom. | 0-1   |                                                | 18e        |
| 8 octobre 1972    | 08      | FC Rouen                      | Ext. | 7-0   |                                                | 18e        |
| 15 octobre 1972   | 09      | Stade poitevin                | Dom. | 2-5   |                                                | 18e        |
| 22 octobre 1972   | 10      | La Berrichonne de Châteauroux | Dom. | 3-0   | J.Guesdon, Francis, Sorgic                     | 18e        |
| 29 octobre 1972   | 11      | Stade brestois                | Ext. | 0-0   |                                                | 18e        |
| 5 novembre 1972   | 12      | CA Mantes-la-Ville            | Dom. | 1-1   |                                                | 18e        |
| 12 novembre 1972  | 13      | Amiens SC                     | Ext. | 1-0   |                                                | 18e        |
| 19 novembre 1972  | 14      | Stade lavallois               | Dom. | 0-0   |                                                | 18e        |
| 26 novembre 1972  | 15      | RC Lens                       | Ext. | 5-0   |                                                | 18e        |
| 3 décembre 1972   | 16      | US Dunkerque                  | Dom. | 2-3   |                                                | 18e        |
| 10 décembre 1972  | 17      | US Le Mans                    | Ext. | 1-2   |                                                | 18e        |
| 14 janvier 1973   | 18      | AS Angoulême                  | Dom. | 2-2   |                                                | 18e        |
| 21 janvier 1973   | 19      | FC Lorient                    | Ext. | 2-0   |                                                | 18e        |
| 4 février 1973    | 20      | AC Cambrai                    | Dom. | 4-1   | Chau, Bigeon, François, Sorgic                 | 18e        |
| 11 février 1973   | 21      | FC Bourges                    | Ext. | 1-1   |                                                | 18e        |
| 25 février 1973   | 22      | US Boulogne                   | Dom. | 3-0   |                                                | 18e        |
| 4 mars 1973       | 23      | Lille OSC                     | Ext. | 0-1   |                                                | 18e        |
| 15 mai 1973       | 24      | FC Rouen                      | Dom. | 0-2   |                                                | 18e        |
| 25 mars 1973      | 25      | Stade poitevin                | Ext. | 1-0   |                                                | 18e        |
| 1er avril 1973    | 26      | La Berrichonne de Châteauroux | Ext. | 0-1   |                                                | 17e        |
| 8 avril 1973      | 27      | Stade brestois                | Dom. | 0-0   |                                                | 17e        |
| 22 avril 1973     | 28      | CA Mantes-la-Ville            | Ext. | 2-2   |                                                | 17e        |
| 29 avril 1973     | 29      | Amiens SC                     | Dom. | 6-2   | Lecampion (2), François (2), Guimbault, Gondet | 17e        |
| 6 mai 1973        | 30      | Stade lavallois               | Ext. | 4-0   |                                                | 17e        |
| 13 mai 1973       | 31      | RC Lens                       | Dom. | 0-4   |                                                | 17e        |
| 19 mai 1973       | 32      | US Dunkerque                  | Ext. | 3-0   |                                                | 17e        |
| 27 mai 1973       | 33      | US Le Mans                    | Dom. | 1-3   |                                                | 17e        |
| 3 juin 1973       | 34      | AAJ Blois                     | Ext. | 1-2   |                                                | 17e        |

#### Coupe de France
| Date             | Tour | Adversaire    | Lieu | Score | Buteurs SMC                                                 |
| ---------------- | ---- | ------------- | ---- | ----- | ----------------------------------------------------------- |
| 17 décembre 1972 | 6e   | US Palaiseau  | Dom. | 5-3   |                                                             |
| 7 janvier 1973   | 7e   | AC Mouzon     | Dom. | 5-3   | Sorgic (36' et 52'), Zaja (46'), François (80'), Chau (88') |
| 28 janvier 1973  | 32e  | Gir. Bordeaux | Ext. | 2-0   |                                                             |

### Saison 1973-1974
Le club termine à la 7e place du groupe Ouest de troisième division.

#### Championnat de D3 groupe Ouest
| Date | Journée | Adversaire               | Lieu | Score | Buteurs SMC              | Classement |
| ---- | ------- | ------------------------ | ---- | ----- | ------------------------ | ---------- |
|      | 01      | Paris FC                 | Dom. | 1-3   | Gautier                  |            |
|      | 02      | Évreux AC                | Dom. | 1-0   |                          |            |
|      | 03      | Havre AC                 | Ext. | 1-1   |                          |            |
|      | 04      | US Concarneau            | Dom. | 2-1   |                          |            |
|      | 05      | Racing Paris-Joinville   | Ext. | 0-1   |                          |            |
|      | 06      | ES Juvisy-sur-Orge       | Dom. | 0-0   |                          |            |
|      | 07      | CA Lisieux               | Ext. | 0-2   | Guilhen, Lebarillier     |            |
|      | 08      | Stade rennais B          | Dom. | 0-3   |                          |            |
|      | 09      | Stade Quimperois         | Ext. | 1-2   |                          |            |
|      | 10      | Stade brestois           | Dom. | 3-0   |                          |            |
|      | 11      | US Quevilly              | Ext. | 0-0   |                          |            |
|      | 12      | US Berné                 | Dom. | 2-2   |                          |            |
|      | 13      | Amicale de Lucé Football | Ext. | 2-0   |                          |            |
|      | 14      | USM Malakoff             | Dom. | 0-0   |                          |            |
|      | 15      | RC France                | Ext. | 1-1   |                          |            |
|      | 16      | Évreux AC                | Ext. | 2-0   |                          |            |
|      | 17      | Havre AC                 | Dom. | 2-1   |                          |            |
|      | 18      | US Concarneau            | Ext. | 1-1   |                          |            |
|      | 19      | Racing Paris-Joinville   | Dom. | 4-1   |                          |            |
|      | 20      | ES Juvisy-sur-Orge       | Ext. | 1-0   |                          |            |
|      | 21      | CA Lisieux               | Dom. | 0-0   |                          |            |
|      | 22      | Stade rennais B          | Ext. | 2-1   |                          |            |
|      | 23      | Stade Quimperois         | Dom. | 0-1   |                          |            |
|      | 24      | Stade brestois           | Ext. | 1-0   |                          |            |
|      | 25      | US Quevilly              | Dom. | 2-3   |                          |            |
|      | 26      | US Berné                 | Ext. | 1-4   | Lebarillier (3), Pottier |            |
|      | 27      | Amicale de Lucé Football | Dom. | 4-1   |                          |            |
|      | 28      | USM Malakoff             | Ext. | 2-0   |                          |            |
|      | 29      | RC France                | Dom. | 1-3   |                          |            |
|      | 30      | Paris FC                 | Ext. | 0-0   |                          |            |

#### Coupe de France
| Date | Tour | Adversaire                    | Lieu | Score | Buteurs SMC |
| ---- | ---- | ----------------------------- | ---- | ----- | ----------- |
|      | 6e   | Bayeux FC                     | Dom. | 3-0   |             |
|      | 7e   | La Berrichonne de Châteauroux | Ext. | 2-1   |             |

### Saison 1974-1975
Le club termine champion du groupe ouest de troisième division et remonte ainsi en deuxième division.

#### Championnat de D3 groupe Ouest
| Date            | Journée | Adversaire               | Lieu | Score | Buteurs SMC                    | Classement |
| --------------- | ------- | ------------------------ | ---- | ----- | ------------------------------ | ---------- |
|                 | 01      | US Le Mans               | Ext. | 0-1   |                                |            |
|                 | 02      | Amicale de Lucé Football | Dom. | 3-1   |                                |            |
|                 | 03      | Red Star B               | Ext. | 0-1   | Lhoste                         |            |
|                 | 04      | RC Ancenis               | Dom. | 3-2   |                                |            |
|                 | 05      | Évreux AC                | Ext. | 1-0   |                                |            |
|                 | 06      | Paris SG B               | Dom. | 3-3   |                                |            |
|                 | 07      | US Normande              | Ext. | 2-0   |                                |            |
|                 | 08      | Stade rennais B          | Dom. | 1-1   |                                |            |
|                 | 09      | US Concarneau            | Ext. | 3-1   |                                |            |
|                 | 10      | FC Chartres              | Dom. | 4-0   |                                |            |
|                 | 11      | US Berné                 | Ext. | 3-1   |                                |            |
|                 | 12      | Stade briochin           | Dom. | 3-2   |                                |            |
|                 | 13      | US Orléans               | Ext. | 0-0   |                                |            |
|                 | 14      | AS Poissy                | Ext. | 0-2   |                                |            |
|                 | 15      | Stade brestois           | Dom. | 0-0   |                                |            |
|                 | 16      | Amicale de Lucé Football | Ext. | 0-1   |                                |            |
|                 | 17      | Red Star B               | Dom. | 1-1   |                                |            |
|                 | 18      | RC Ancenis               | Ext. | 0-1   |                                |            |
|                 | 19      | Évreux AC                | Dom. | 1-1   |                                |            |
|                 | 20      | Paris SG B               | Ext. | 1-1   | Lhoste                         |            |
| 23 février 1975 | 21      | US Normande              | Dom. | 3-1   | Bouffandeau, Lecampion, Lhoste |            |
|                 | 22      | Stade rennais B          | Ext. | 1-0   |                                |            |
|                 | 23      | US Concarneau            | Dom. | 2-1   |                                |            |
|                 | 24      | FC Chartres              | Ext. | 2-1   |                                |            |
|                 | 25      | US Berné                 | Dom. | 3-1   |                                |            |
|                 | 26      | Stade briochin           | Ext. | 2-0   |                                |            |
|                 | 27      | US Orléans               | Dom. | 0-0   |                                |            |
|                 | 28      | AS Poissy                | Dom. | 1-0   | Bandzwolek                     |            |
|                 | 29      | Stade brestois           | Ext. | 1-2   |                                |            |
|                 | 30      | US Le Mans               | Dom. | 2-2   |                                |            |

#### Coupe de France
| Date             | Tour | Adversaire            | Lieu | Score | Buteurs SMC |
| ---------------- | ---- | --------------------- | ---- | ----- | ----------- |
|                  | 5e   | AS Cherbourg          | Ext. | 0-4   |             |
|                  | 6e   | FC Mantes             | Ext. | 0-3   |             |
| 15 décembre 1974 | 7e   | US Valenciennes-Anzin | Dom. | 1-3   | Bouffandeau |

### Saison 1975-1976
Le club termine à la 6e place du groupe A de deuxième division.

#### Championnat de D2, groupe A
| Date              | Journée | Adversaire                    | Lieu | Score | Buteurs SMC      | Classement |
| ----------------- | ------- | ----------------------------- | ---- | ----- | ---------------- | ---------- |
| 23 août 1975      | 01      | AS Angoulême                  | Ext. | 5-1   |                  | 18e        |
| 30 août 1975      | 02      | Stade brestois                | Dom. | 1-1   |                  | 15e        |
| 10 septembre 1975 | 03      | Paris FC                      | Ext. | 2-1   |                  | 17e        |
| 13 septembre 1975 | 04      | US Dunkerque                  | Ext. | 0-1   |                  | 14e        |
| 20 septembre 1975 | 05      | CS Sedan                      | Dom. | 5-0   | Antić (4), Jacob | 7e         |
| 27 septembre 1975 | 06      | La Berrichonne de Châteauroux | Ext. | 0-0   |                  | 8e         |
| 4 octobre 1975    | 07      | FC Lorient                    | Dom. | 2-0   |                  | 4e         |
| 11 octobre 1975   | 08      | US Boulogne                   | Ext. | 4-2   |                  | 8e         |
| 18 octobre 1975   | 09      | Stade rennais                 | Dom. | 2-2   |                  | 9e         |
| 25 octobre 1975   | 10      | SO Cholet                     | Ext. | 0-2   |                  | 6e         |
| 1er novembre 1975 | 11      | RC Fontainebleau              | Dom. | 1-1   |                  | 8e         |
| 8 novembre 1975   | 12      | FC Rouen                      | Ext. | 2-1   | Lhoste           | 9e         |
| 15 novembre 1975  | 13      | USM Malakoff                  | Dom. | 4-0   |                  | 3e         |
| 22 novembre 1975  | 14      | SC Hazebrouck                 | Ext. | 0-1   |                  | 3e         |
| 29 novembre 1975  | 15      | Tours FC                      | Dom. | 2-1   |                  | 3e         |
| 6 décembre 1975   | 16      | Stade lavallois               | Ext. | 1-1   |                  | 4e         |
| 13 décembre 1975  | 17      | Amiens SC                     | Dom. | 2-2   |                  | 3e         |
| 17 janvier 1976   | 18      | Stade brestois                | Ext. | 0-1   |                  | 3e         |
| 24 janvier 1976   | 19      | Paris FC                      | Dom. | 1-0   |                  | 3e         |
| 7 février 1976    | 20      | US Dunkerque                  | Ext. | 3-2   |                  | 4e         |
| 28 février 1976   | 21      | CS Sedan                      | Ext. | 1-4   |                  | 4e         |
| 22 février 1976   | 22      | La Berrichonne de Châteauroux | Dom. | 2-0   |                  | 4e         |
| 13 mars 1976      | 23      | FC Lorient                    | Ext. | 1-0   |                  | 3e         |
| 20 mars 1976      | 24      | US Boulogne                   | Dom. | 1-1   |                  | 3e         |
| 26 mars 1976      | 25      | Stade rennais                 | Ext. | 1-2   | Lhoste, Antić    | 3e         |
| 3 avril 1976      | 26      | SO Cholet                     | Dom. | 4-2   |                  | 3e         |
| 11 avril 1976     | 27      | RC Fontainebleau              | Ext. | 0-2   |                  | 3e         |
| 17 avril 1976     | 28      | FC Rouen                      | Dom. | 1-3   |                  | 3e         |
| 24 avril 1976     | 29      | USM Malakoff                  | Ext. | 4-0   |                  | 3e         |
| 1er mai 1976      | 30      | SC Hazebrouck                 | Dom. | 1-1   |                  | 3e         |
| 8 mai 1976        | 31      | Tours FC                      | Ext. | 3-0   |                  | 4e         |
| 15 mai 1976       | 32      | Stade lavallois               | Dom. | 0-2   |                  | 5e         |
| 22 mai 1976       | 33      | Amiens SC                     | Ext. | 5-0   |                  | 6e         |
| 29 mai 1976       | 34      | AS Angoulême                  | Dom. | 3-1   |                  | 6e         |

#### Coupe de France
| Date             | Tour | Adversaire          | Lieu | Score | Buteurs SMC |
| ---------------- | ---- | ------------------- | ---- | ----- | ----------- |
|                  | 6e   | USTD Équeurdreville | Ext. | 1-3   |             |
| 20 décembre 1975 | 7e   | AS Beauvais         | Dom. | 1-0   |             |
| 31 janvier 1976  | 32e  | US Dunkerque        | Ext. | 2-0   |             |

### Saison 1976-1977
Le club termine 15e et premier non relégable du groupe B de deuxième division.

#### Championnat de D2, groupe B
| Date              | Journée | Adversaire                    | Lieu | Score | Buteurs SMC                 | Classement |
| ----------------- | ------- | ----------------------------- | ---- | ----- | --------------------------- | ---------- |
| 21 août 1976      | 01      | FC Lorient                    | Ext. | 0-0   |                             | 6e         |
| 28 août 1976      | 02      | SC Hazebrouck                 | Dom. | 1-0   |                             | 6e         |
| 4 septembre 1976  | 03      | US Boulogne                   | Ext. | 4-1   |                             | 9e         |
| 11 septembre 1976 | 04      | Stade athlétique spinalien    | Dom. | 3-3   |                             | 10e        |
| 18 septembre 1976 | 05      | Stade quimpérois              | Ext. | 2-3   | Pottier, Jacobs sp, Carreau | 6e         |
| 25 septembre 1976 | 06      | Amiens SC                     | Dom. | 0-2   |                             | 9e         |
| 2 octobre 1976    | 07      | Amicale de Lucé Football      | Ext. | 3-0   |                             | 15e        |
| 9 octobre 1976    | 08      | FC Chaumont                   | Ext. | 3-1   |                             | 18e        |
| 16 octobre 1976   | 09      | FC Rouen                      | Dom. | 2-3   |                             | 17e        |
| 23 octobre 1976   | 10      | US Nœux-les-Mines             | Ext. | 2-0   |                             | 18e        |
| 30 octobre 1976   | 11      | Besançon Racing Club          | Dom. | 1-2   |                             | 18e        |
| 6 novembre 1976   | 12      | Stade brestois                | Ext. | 2-1   |                             | 18e        |
| 13 novembre 1976  | 13      | FC Tours                      | Dom. | 2-1   |                             | 18e        |
| 20 novembre 1976  | 14      | SR Saint-Dié                  | Ext. | 0-1   | Jeannette                   | 17e        |
| 27 novembre 1976  | 15      | US Dunkerque                  | Dom. | 3-1   |                             | 17e        |
| 4 décembre 1976   | 16      | RC Strasbourg                 | Ext. | 4-2   |                             | 18e        |
| 11 décembre 1976  | 17      | La Berrichonne de Châteauroux | Dom. | 0-0   |                             | 17e        |
| 8 janvier 1977    | 18      | SC Hazebrouck                 | Ext. | 1-1   |                             | 18e        |
| 22 janvier 1977   | 19      | US Boulogne                   | Dom. | 1-1   |                             | 17e        |
| 30 janvier 1977   | 20      | Stade athlétique spinalien    | Ext. | 2-0   |                             | 17e        |
| 5 avril 1977      | 21      | Stade quimpérois              | Dom. | 4-0   |                             | 17e        |
| 19 février 1977   | 22      | Amiens SC                     | Ext. | 0-4   | Jacobs (2), Marie (2)       | 17e        |
| 26 février 1977   | 23      | Amicale de Lucé Football      | Dom. | 2-1   |                             | 16e        |
| 5 mars 1977       | 24      | FC Chaumont                   | Dom. | 1-0   |                             | 15e        |
| 26 mars 1977      | 25      | FC Rouen                      | Ext. | 2-0   |                             | 14e        |
| 2 avril 1977      | 26      | US Nœux-les-Mines             | Dom. | 1-1   |                             | 14e        |
| 9 avril 1977      | 27      | Besançon Racing Club          | Ext. | 1-0   |                             | 11e        |
| 16 avril 1977     | 28      | Stade brestois                | Dom. | 2-1   |                             | 11e        |
| 23 avril 1977     | 29      | FC Tours                      | Ext. | 3-1   |                             | 13e        |
| 30 avril 1977     | 30      | SR Saint-Dié                  | Dom. | 2-2   |                             | 13e        |
| 7 mai 1977        | 31      | US Dunkerque                  | Ext. | 2-1   |                             | 15e        |
| 14 mai 1977       | 32      | RC Strasbourg                 | Dom. | 1-1   |                             | 15e        |
| 21 mai 1977       | 33      | La Berrichonne de Châteauroux | Ext. | 1-0   |                             | 15e        |
| 28 mai 1977       | 34      | FC Lorient                    | Dom. | 2-1   | Bouffandeau, Antić          | 15e        |

#### Coupe de France
| Date             | Tour       | Adversaire  | Lieu | Score | Buteurs SMC        |
| ---------------- | ---------- | ----------- | ---- | ----- | ------------------ |
| 19 décembre 1976 | 6e tour    | US Le Mans  | Ext. | 0-1   |                    |
| 16 janvier 1977  | 7e tour    | US Normande | Dom. | 3-2   |                    |
| 13 février 1977  | 32e        | Orthez      | Dom. | 3-1   |                    |
| 12 mars 1977     | 16e aller  | Paris SG    | Dom. | 0-2   |                    |
| 19 mars 1977     | 16e retour | Paris SG    | Ext. | 3-2   | Bouffandeau, Marie |

### Saison 1977-1978
Le club termine à la 18e et dernière place du groupe B de deuxième division.

### Saison 1978-1979
Le club termine à la 9e place de troisième division groupe Ouest,.

### Saison 1979-1980
Le club termine champion du groupe Ouest de troisième division.

### Saison 1980-1981
Le club termine 18e et dernier du groupe B de deuxième division.

### Saison 1981-1982
Le club termine 4e du groupe Ouest de troisième division.

### Saison 1982-1983
Le club termine 4e du groupe Ouest de troisième division.

### Saison 1983-1984
Le club termine 3e du groupe ouest de troisième division mais premier club amateur derrière les réserves du HAC et de Nantes ce qui lui permet de monter en deuxième division.

### Saison 1984-1985
L'équipe réalise un parcours honorable pour des promus en terminant neuvième ex-aequo du groupe A de deuxième division.
En coupe de France, l'équipe se fait sortir en 32e de finale face au FC Rouen (1-2).